# 訃報 2022年4月
訃報 2022年4月（ふほう 2022ねん4がつ）では、2022年4月に物故した、または物故が報じられた人物についてまとめる。

## 1日 - 15日

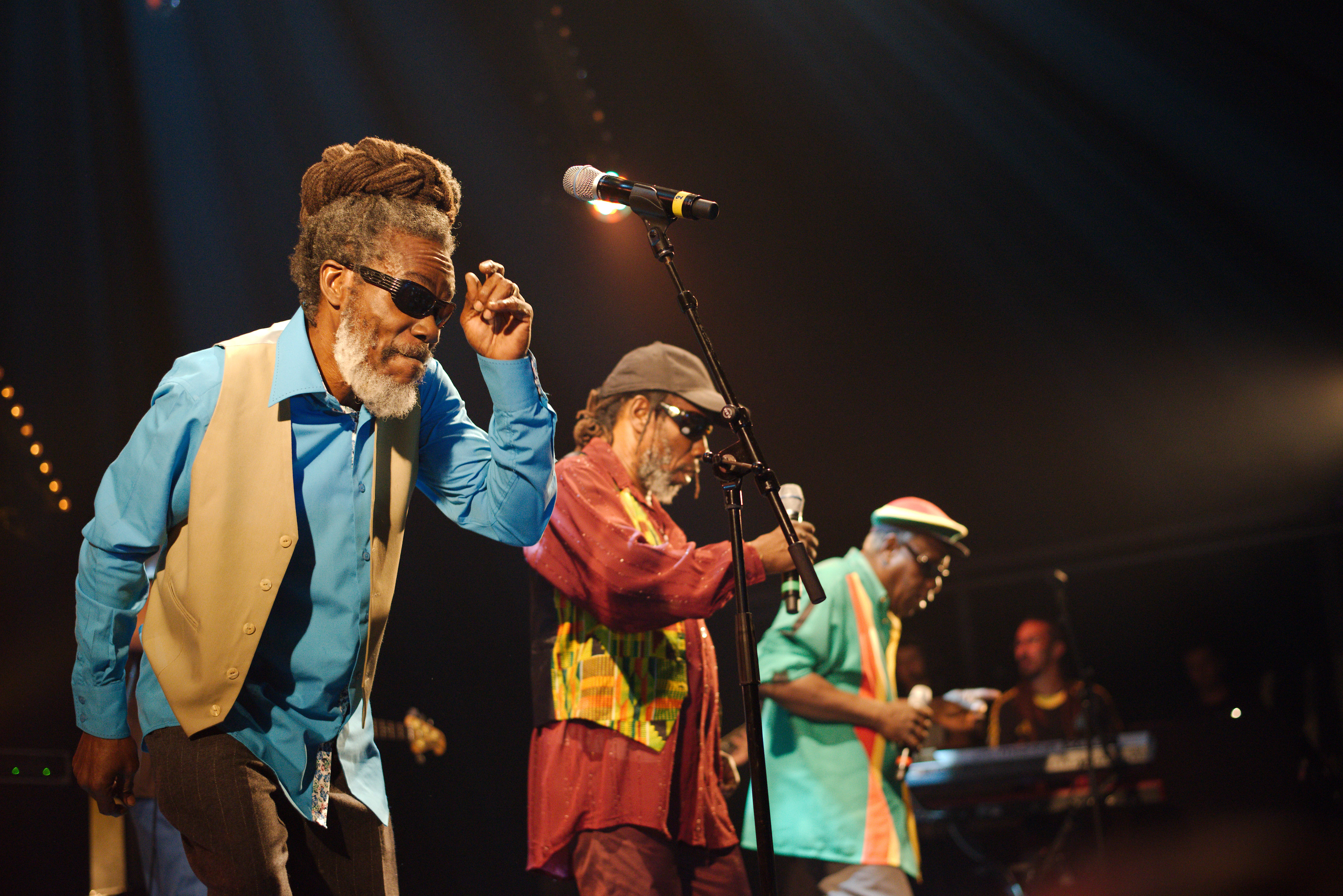
フィッツロイ・バニー・シンプソン／4月1日没

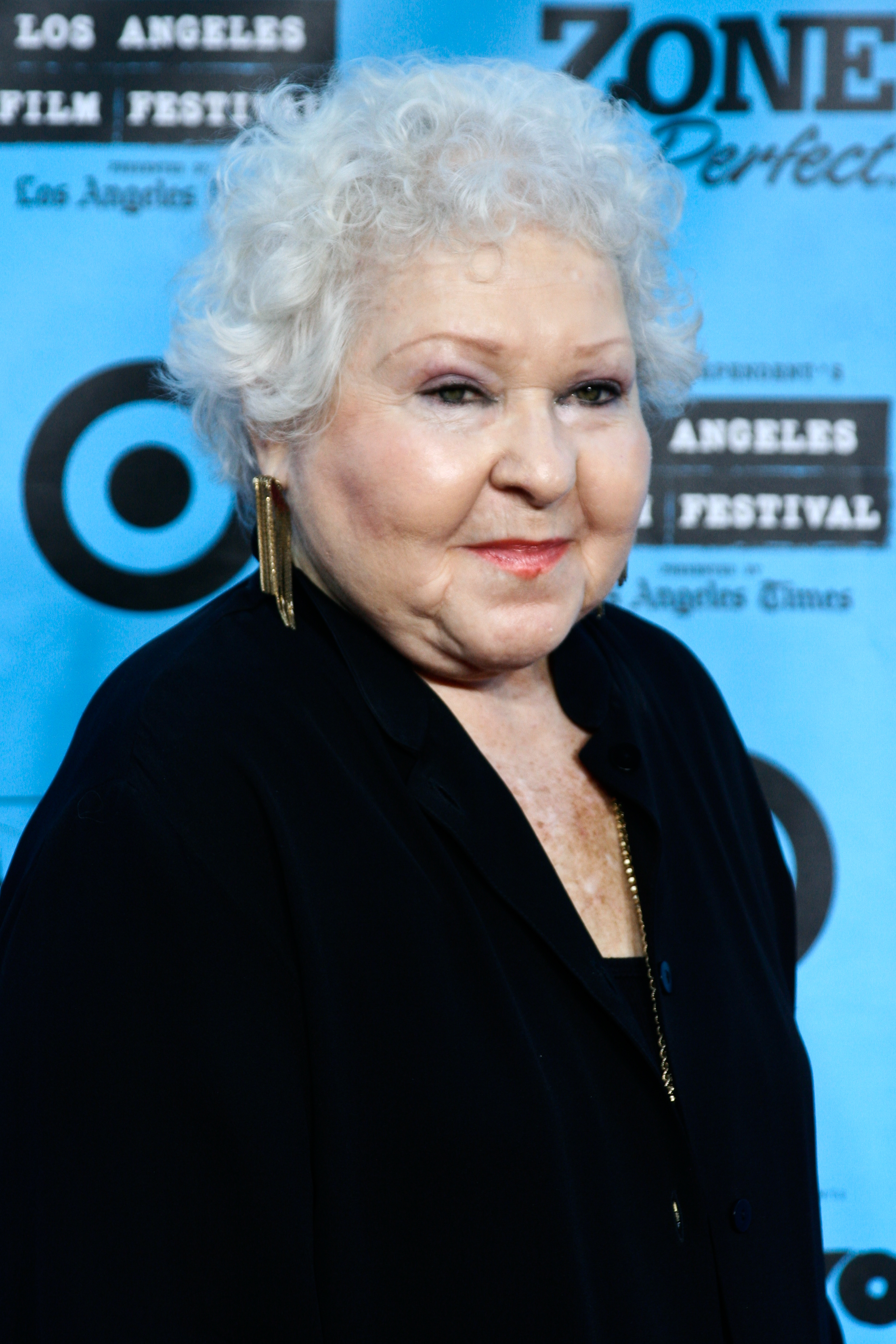
エステル・ハリス／4月2日没

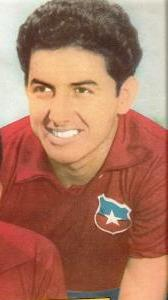
レオネル・サンチェス／4月2日没

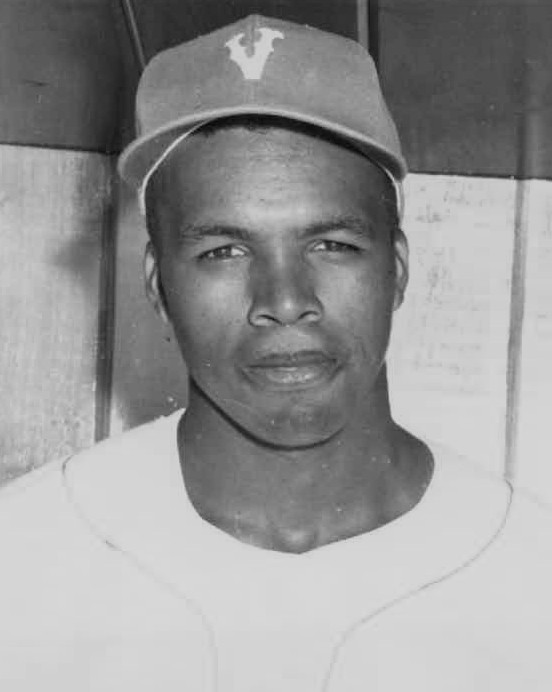
トミー・デービス／4月3日没

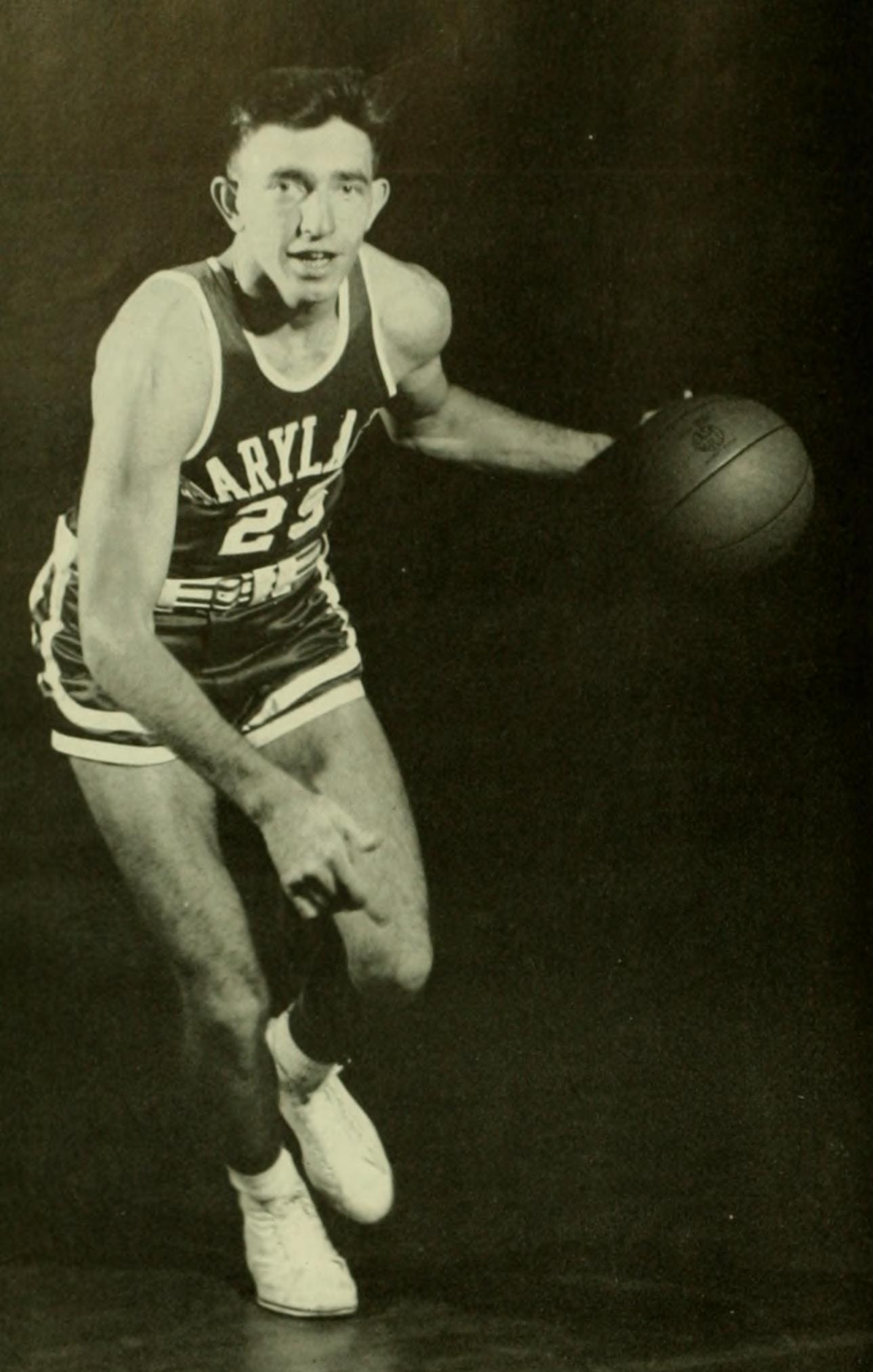
ジーン・シュー／4月3日没

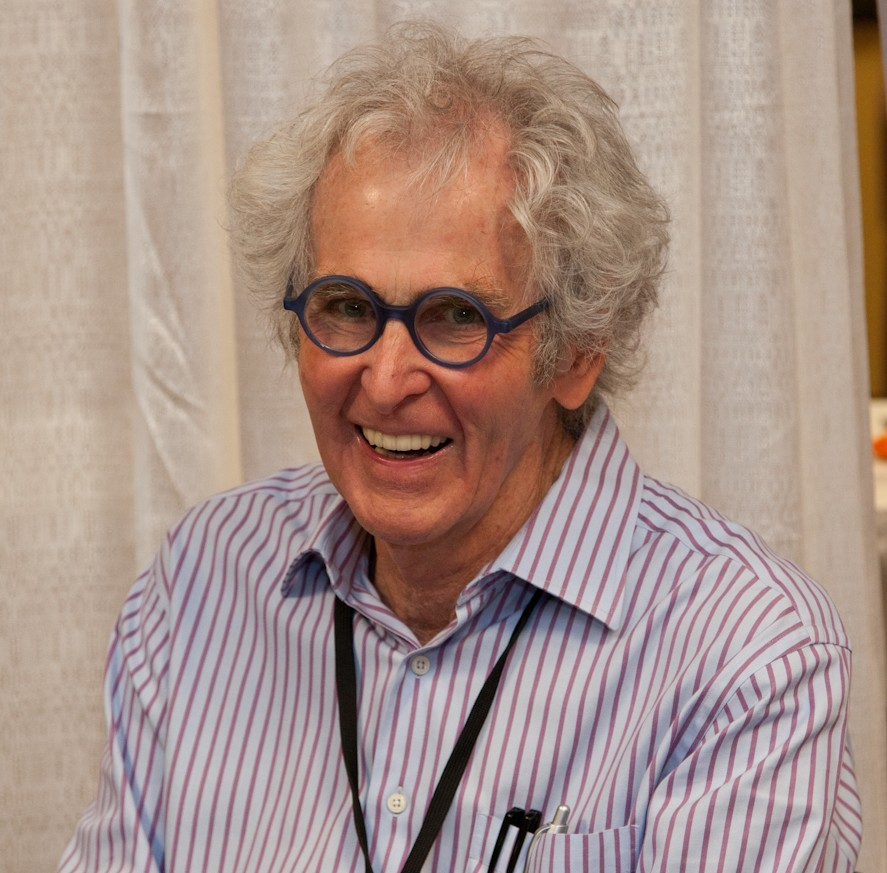
ジェリー・ユルズマン／4月4日没

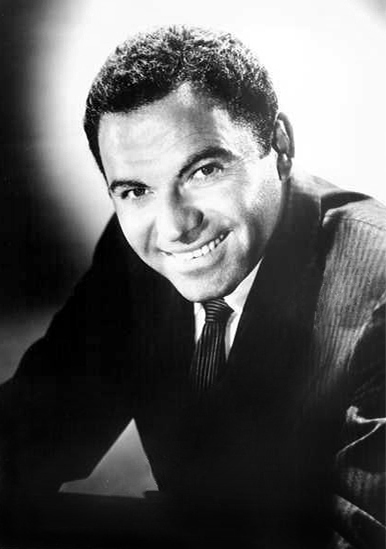
ネヘマイア・パーソフ／4月5日没

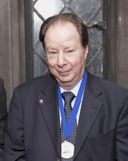
シドニー・アルトマン／4月5日没

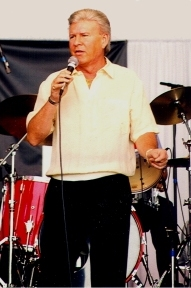
ボビー・ライデル／4月5日没

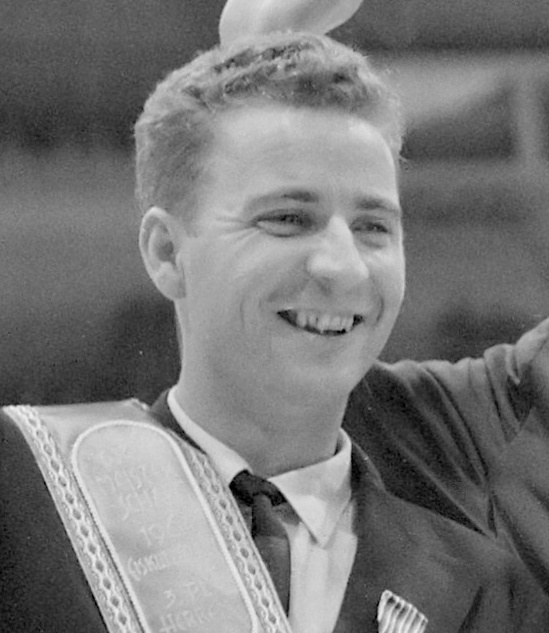
カロル・ディビン／4月6日没

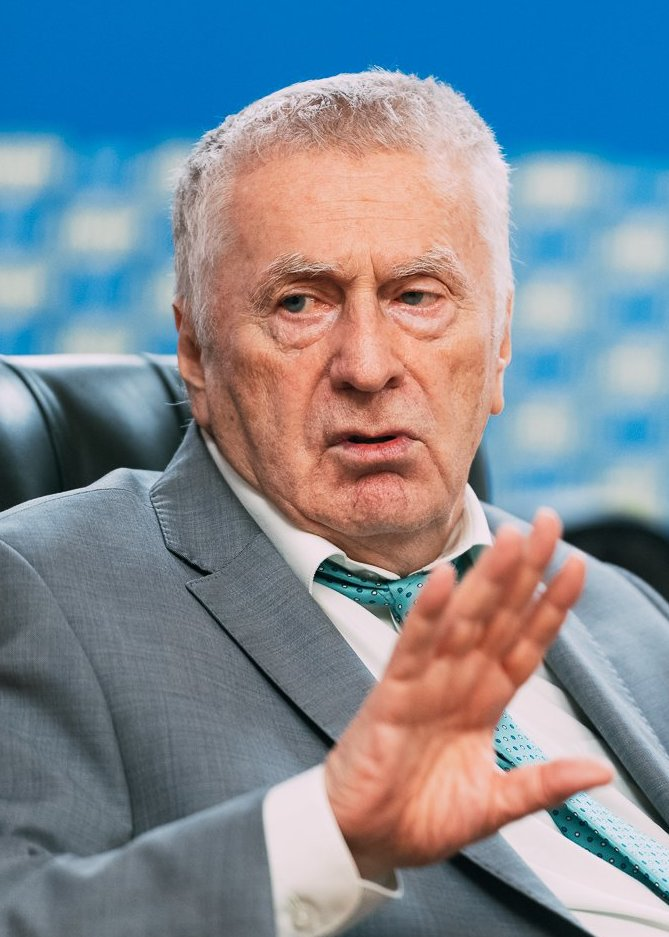
ウラジーミル・ジリノフスキー／4月6日没

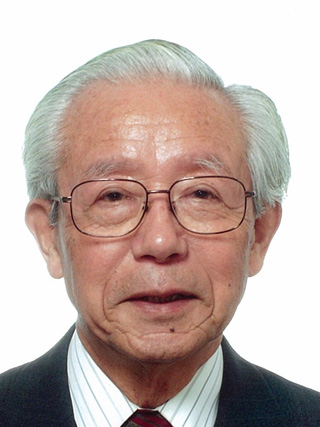
龍田節／4月7日没

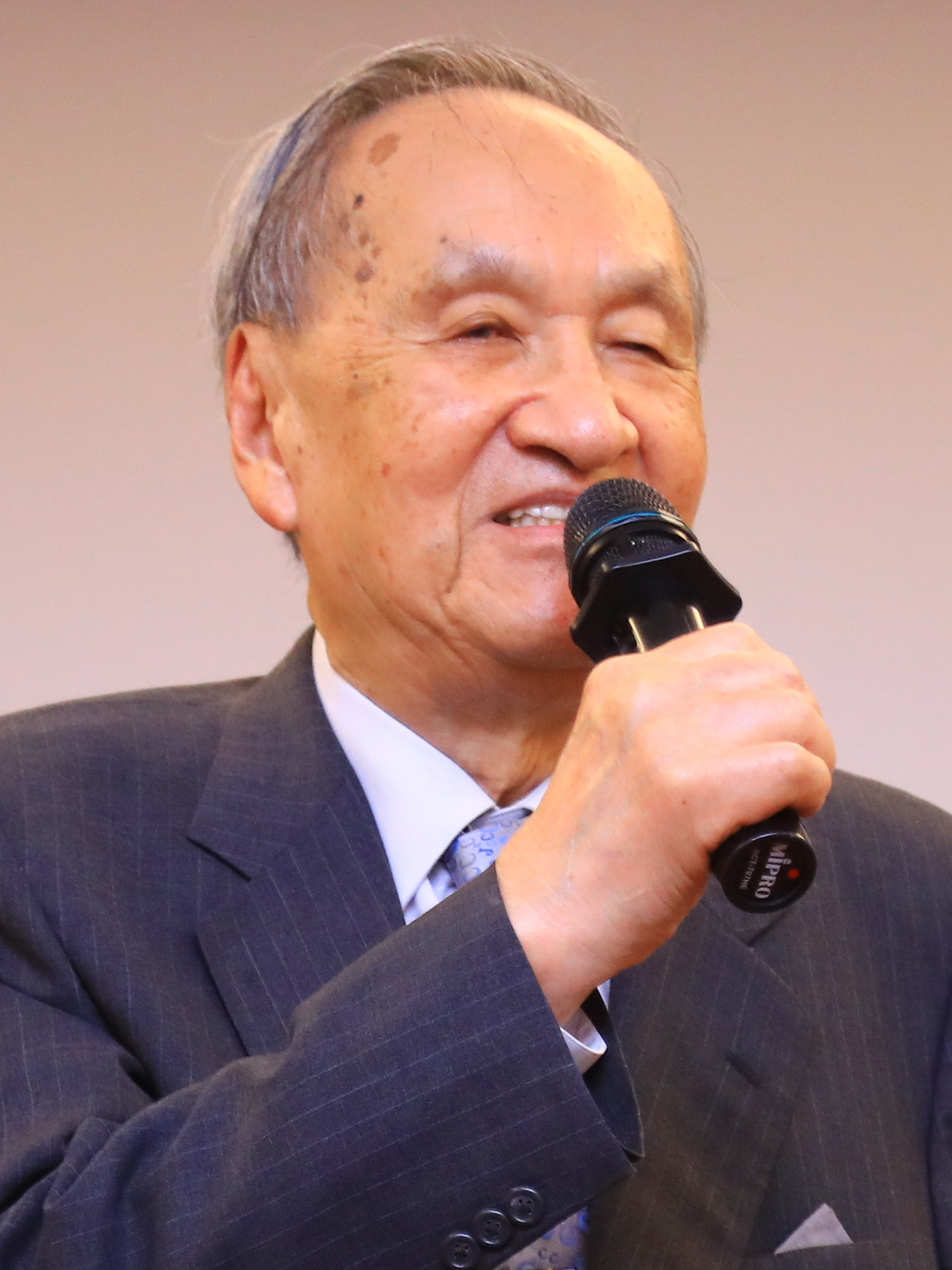
彭明敏／4月8日没

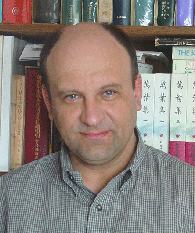
アレクサンダー・ボビン／4月8日没

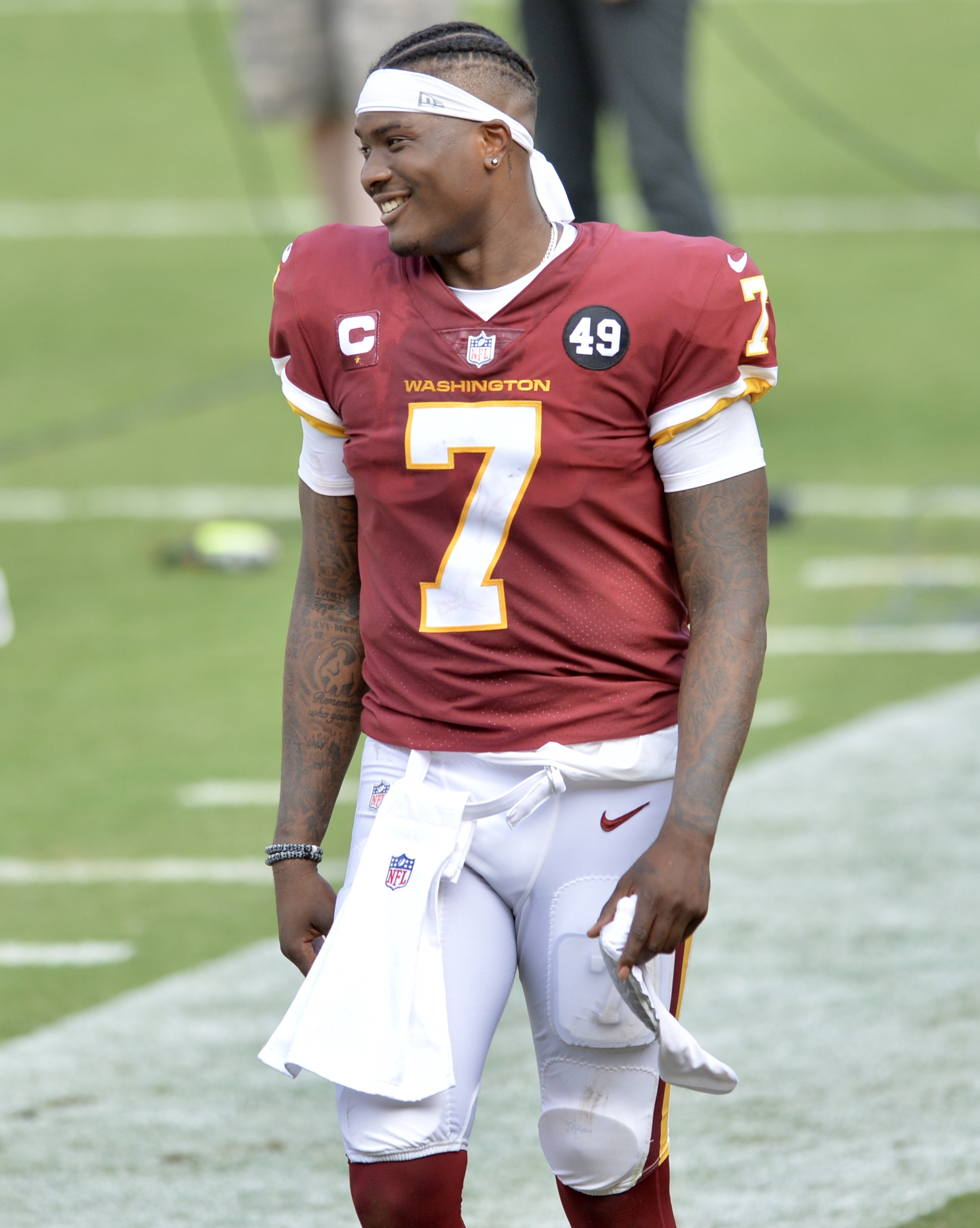
ドウェイン・ハスキンズ／4月9日没

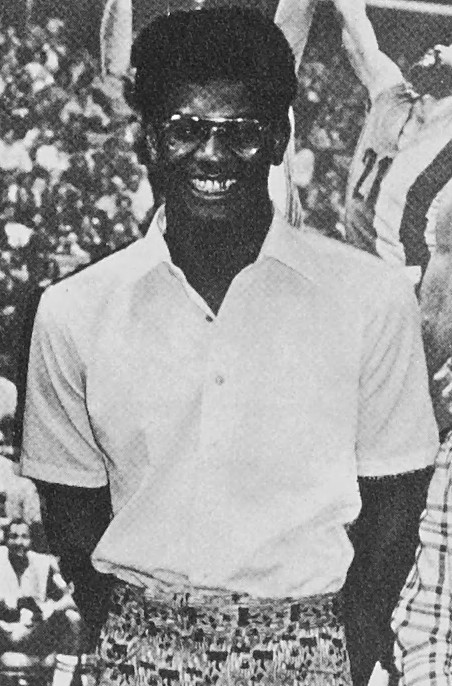
ジョン・ドリュー／4月10日没

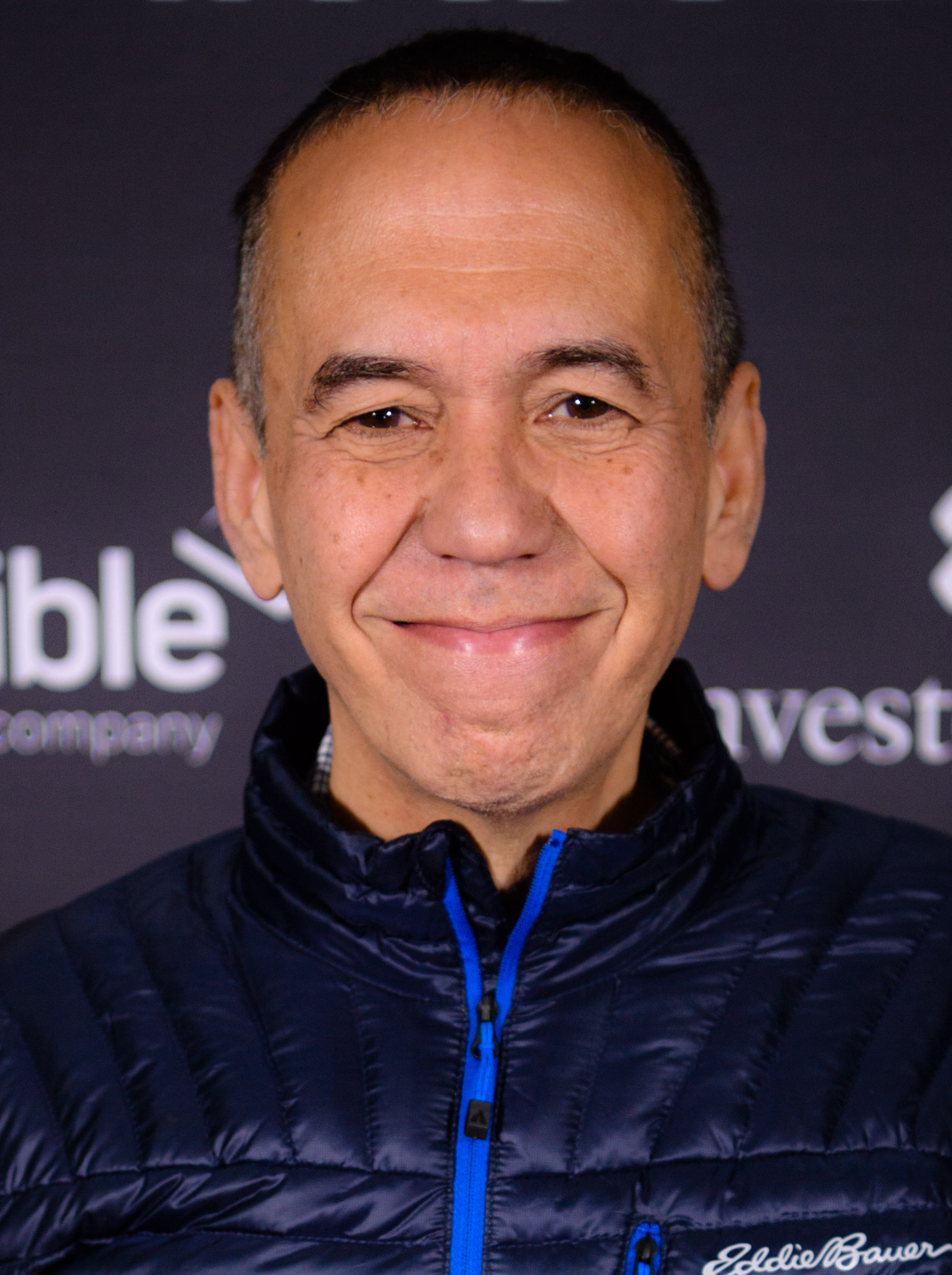
ギルバート・ゴットフリード／4月12日没

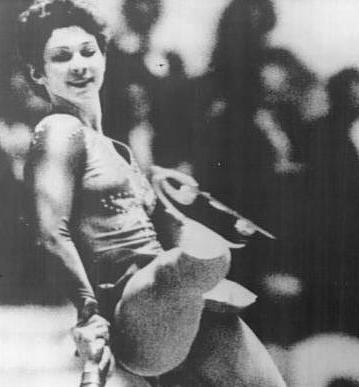
イリーナ・ボロビエワ／4月12日没

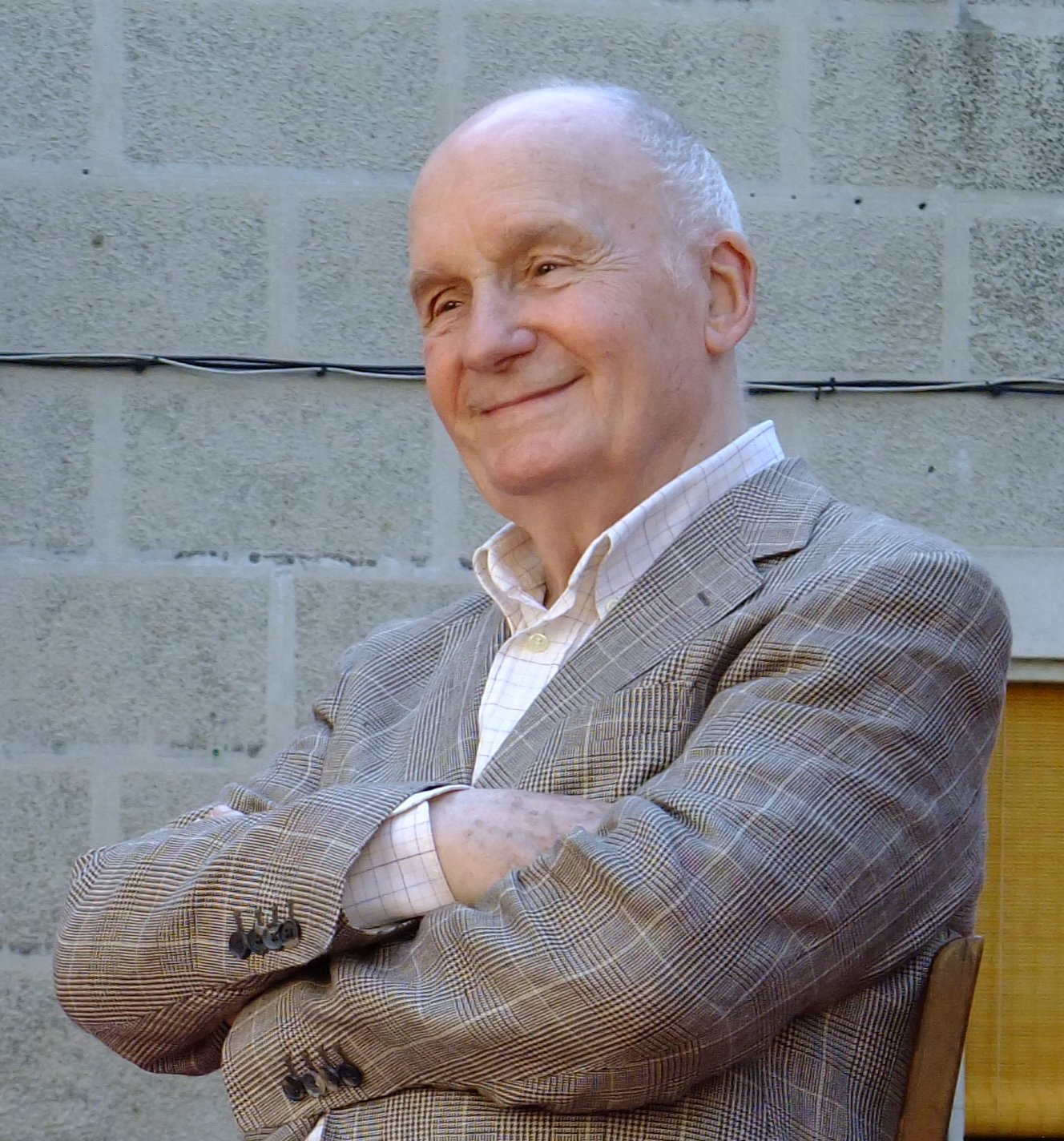
ミシェル・ブーケ／4月13日没

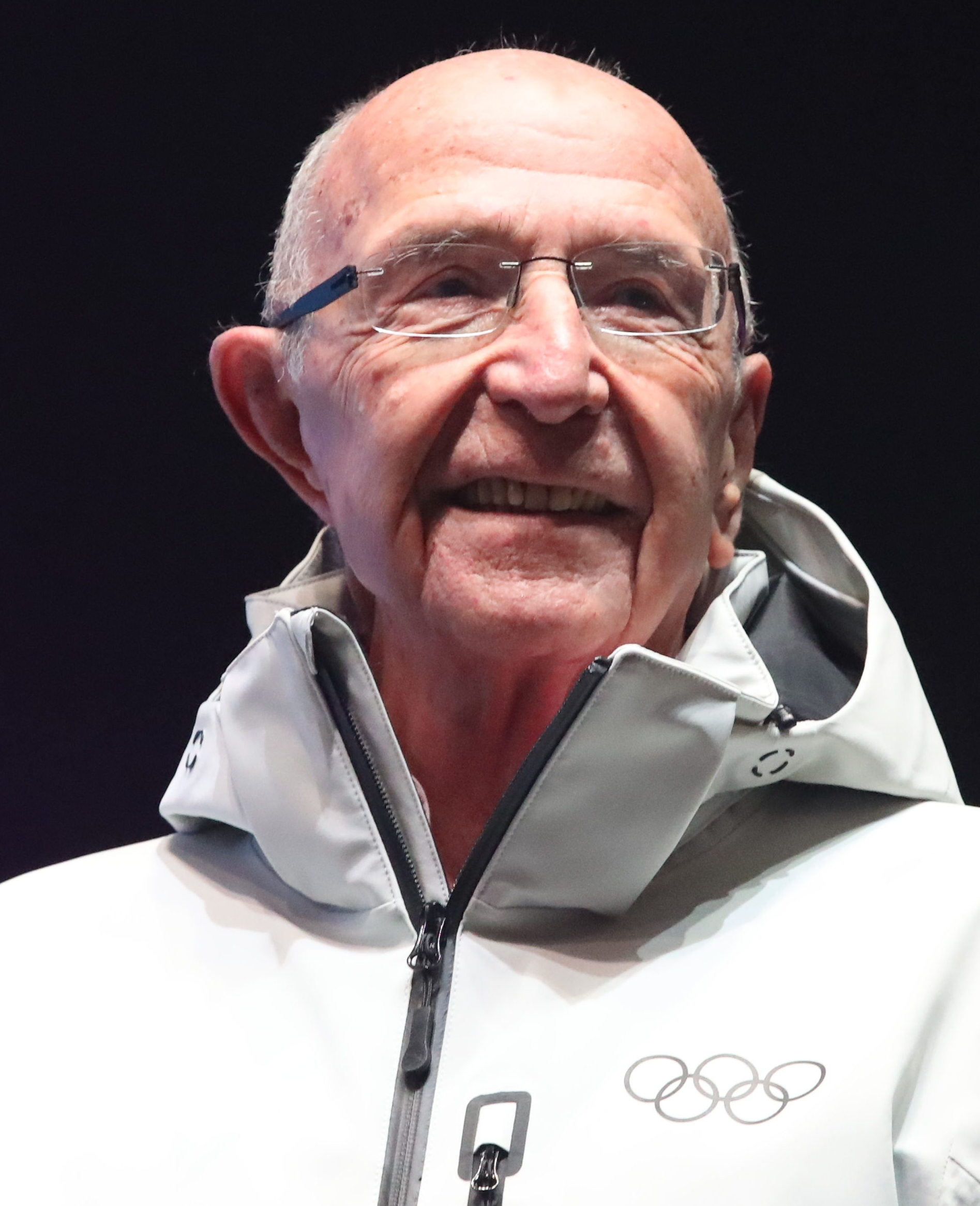
アレックス・ギラディ／4月13日没

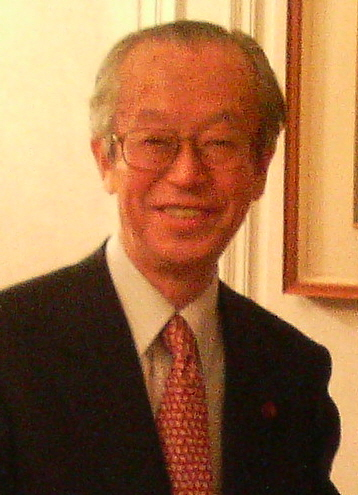
尾身幸次／4月14日没

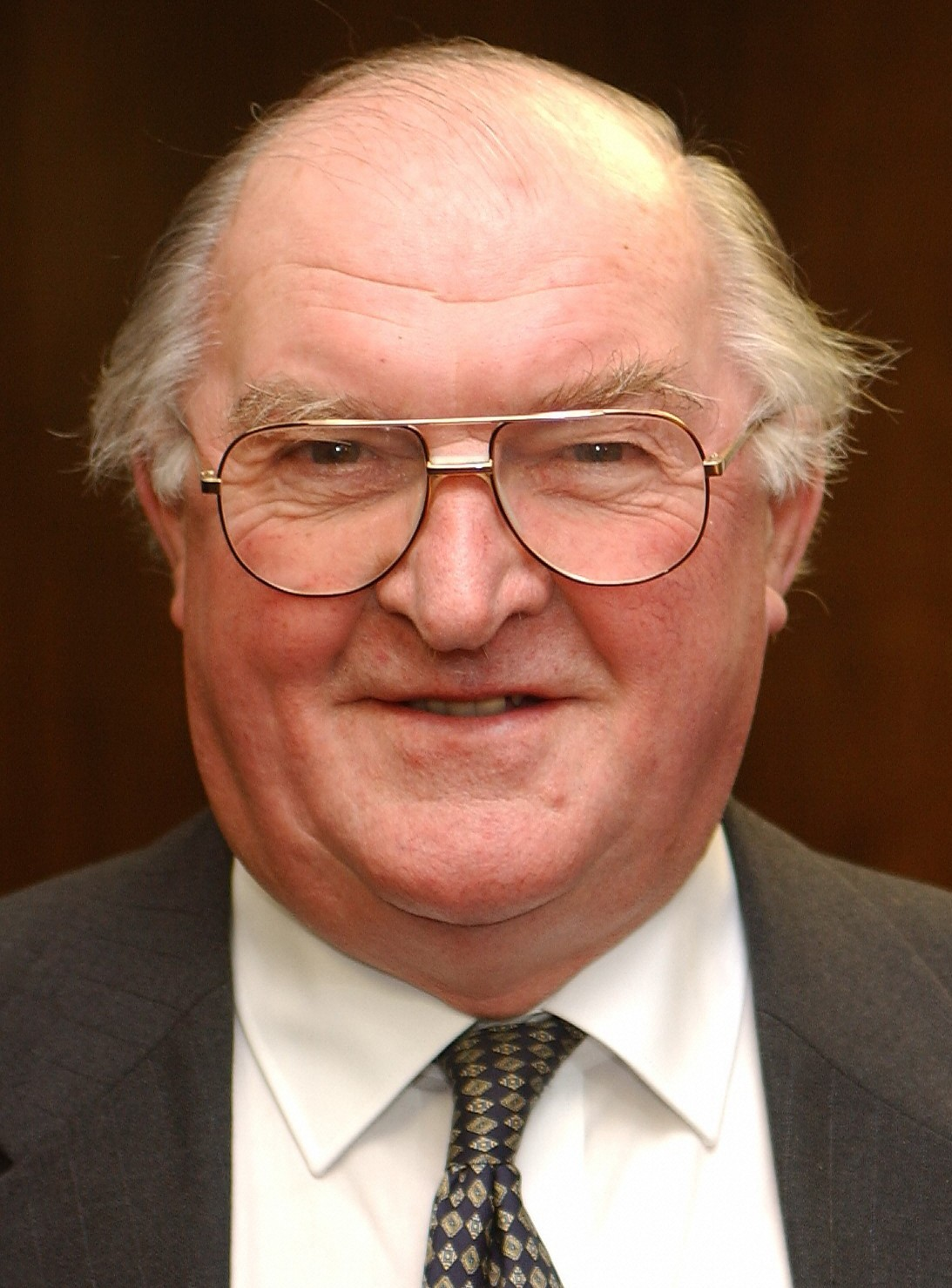
ヘンリー・プラム／4月15日没

- 4月1日 - 辻二郎、日本の化学者、東京工業大学栄誉教授（* 1927年）[1]
- 4月1日 - 宋三錫（朝鮮語版）、大韓民国の実業家、事務用品企業モナミ（朝鮮語版）創業者（* 1928年）[2]
- 4月1日 - C・W・マッコール（英語版）、アメリカ合衆国のカントリー・ミュージックシンガー（* 1928年）[3]
- 4月1日 - 見田宗介、日本の社会学者、東京大学名誉教授（* 1937年）[4]
- 4月1日 - 吉野浩行、日本の自動車エンジニア・実業家、元本田技研工業社長（* 1939年）[5]
- 4月1日 - ヨランタ・ローテ（ポーランド語版）、ポーランドの女優（* 1942年）[6]
- 4月1日 - フィッツロイ・バニー・シンプソン、ジャマイカのレゲエミュージシャン、マイティ・ダイアモンズメンバー（* 1951年）[7]
- 4月1日 - 高見健一、日本の言語学者、学習院大学文学部英語英米文化学科教授（* 1952年）[8]
- 4月1日 - ユーリー・ルフ（ウクライナ語版）、ウクライナの詩人（* 1980年）[9]
- 4月1日（遺体発見日） - マクシム・レヴィン、ウクライナの報道写真家（* 1981年）[10]
- 4月2日 - エステル・ハリス、アメリカ合衆国の女優、コメディアン（* 1928年）[11]
- 4月2日 - 湊三郎、日本の数学者、秋田大学名誉教授（* 1933年）[12]
- 4月2日 - 三山敏、日本の作曲家（* 1935年）[13]
- 4月2日 - レオネル・サンチェス、チリの元サッカー選手・指導者、元同国代表（* 1936年）[14]
- 4月2日 - 奥田耕己、日本の実業家、トランスコスモス創業者（* 1937年）[15]
- 4月2日 - 市川峰雲、日本の書家（* 1944年?）[16]
- 4月2日 - ヴァンス・エイモリー（英語版）、セントクリストファー・ネイビスの政治家、第2代ネイビス首相（* 1949年）[17]
- 4月2日 - マンタス・クヴェダラヴィチュス、リトアニアのドキュメンタリー映画監督（* 1976年）[18]
- 4月2日（遺体発見日） - オレクサンドル・スケンコ（ウクライナ語版）、ウクライナのサッカー選手（* 1996年）[19]
- 4月3日 - 山川武正、日本の元文部省官僚、元群馬県教育委員会教育長（* 1915年）[20]
- 4月3日 - リジア・ファグンデス・テレス（英語版）、ブラジルの小説家、カモンイス賞受賞者（* 1923年）[21]
- 4月3日 - ゲルダ・ヴァイスマン・クライン（英語版）、ポーランド出身のアメリカ合衆国の作家、人権活動家、ホロコースト生存者（* 1924年）[22]
- 4月3日 - ジューン・ブラウン（英語版）、イギリスの女優（* 1927年）[23]
- 4月3日 - ジーン・シュー、アメリカ合衆国の元NBA選手・指導者【フォートウェイン・ピストンズなどに所属】（* 1931年）[24]
- 4月3日 - 高橋千年美、日本の元プロ野球選手、球団経営者、元広島東洋カープ球団代表（* 1931年）[25]
- 4月3日 - 坪田信義、日本のグラブ職人（* 1933年）[26]
- 4月3日 - トミー・デービス、アメリカ合衆国の元MLB選手・指導者【ロサンゼルス・ドジャースなどに所属】（* 1939年）[27]
- 4月3日 - ヤミナ・バチル、アルジェリアの映画監督（* 1954年）[28]
- 4月3日 - パメラ・ルーク（英語版）、イギリスのモデル、女優（* 1955年）[29]
- 4月4日 - ブラニスラヴ・ショシュキッチ（英語版）、モンテネグロの政治家、第5代モンテネグロ社会主義共和国大統領評議会議長（* 1922年）[30]
- 4月4日 - ジョー・メッシーナ（英語版）、アメリカ合衆国のギタリスト、ファンク・ブラザーズ（英語版）メンバー（* 1928年）[31]
- 4月4日 - ジョン・マクナリー（英語版）、アイルランドの元ボクシング選手、1952年ヘルシンキオリンピックバンダム級銀メダリスト（* 1932年）[32]
- 4月4日 - ジェリー・ユルズマン、アメリカ合衆国の写真家（* 1934年）[33]
- 4月4日 - ペタル・スカンジ（英語版）、クロアチアの元バスケットボール選手・指導者、1968年メキシコシティオリンピック銀メダリスト【旧ユーゴスラビア代表】（* 1943年）[34]
- 4月4日 - ジャンゴ・シソコ（英語版）、マリ共和国の政治家、元暫定首相（* 1948年）[35]
- 4月4日 - ラジエル（英語版）、メキシコのプロレスラー、元CMLL世界トリオ王者（* 1973年）[36]
- 4月5日 - スタニスワフ・コワルスキー、ポーランドのスーパーセンテナリアン、マスターズ陸上選手（* 1910年）[37]
- 4月5日 - ネヘマイア・パーソフ、アメリカ合衆国の俳優、画家（* 1919年）[38]
- 4月5日 - 白川義員、日本の写真家（* 1935年）[39]
- 4月5日 - ヨゼフ・パナチェク（英語版）、チェコの元射撃競技選手、1976年モントリオールオリンピックスキート金メダリスト【旧チェコスロバキア代表】（* 1937年）[40]
- 4月5日 - シドニー・アルトマン、カナダの分子生物学者、ノーベル化学賞受賞者（* 1939年）[41]
- 4月5日 - ボビー・ライデル、アメリカ合衆国の歌手（* 1942年）[42]
- 4月5日 - ジミー・ウォング、台湾の映画俳優、映画監督、脚本家（* 1943年）[43]
- 4月6日 - 文夏（中国語版）、台湾の歌手（* 1928年）[44]
- 4月6日 - デビッド・マッキー（英語版）、イギリスの絵本作家（* 1935年）[45]
- 4月6日 - カロル・ディビン、スロバキアのフィギュアスケート選手、1960年スコーバレーオリンピック男子シングル銀メダリスト【旧チェコスロバキア代表】（* 1936年）[46]
- 4月6日 - 伊藤一正、日本の球団経営者、中日ドラゴンズ常務取締役球団代表（* 1939年）[47]
- 4月6日 - ウラジーミル・ジリノフスキー、ロシア連邦の政治家、国家院議員、元副議長、ロシア自由民主党党首（* 1946年）[48]
- 4月6日 - タダオ・タカハシ（英語版）、ブラジルのコンピュータ科学者、インターネットの殿堂（* 1950年?）[49]
- 4月6日 - 長谷部史親、日本の文芸評論家（* 1954年）[50]
- 4月6日 - トム・スミス（英語版）、スコットランドの元ラグビーユニオン選手、元同国代表（* 1971年）[51]
- 4月7日 - 佐々木満、日本の元自治省官僚、政治家、元参議院議員【自由民主党所属】、第10代総務庁長官（* 1926年）[52]
- 4月7日 - ドゥシャン・チュクレヴィッチ（英語版）、セルビアの政治家、セルビア社会主義共和国元行政委員会議長（首相相当）・第10代幹部会議長（大統領相当）（* 1927年）[53]
- 4月7日 - カルロス・サラザール（英語版）、フィリピンの俳優（* 1931年）[54]
- 4月7日 - 龍田節、日本の法学者、京都大学名誉教授（* 1933年）[55]
- 4月7日 - 藤子不二雄A、日本の漫画家（* 1934年）[56]
- 4月7日 - ひろさちや、日本の宗教評論家（* 1936年）[57]
- 4月7日 - ミゲル・アンヘル・エストレージャ、アルゼンチンのピアニスト、元ユネスコ親善大使、ラッセル法廷（英語版）メンバー（* 1940年）[58]
- 4月7日 - レイフィールド・ライト（英語版）、アメリカ合衆国の元アメリカンフットボール選手、プロフットボール殿堂【ダラス・カウボーイズなどに所属】（* 1945年）[59]
- 4月7日 - 中川イサト、日本のギタリスト、シンガーソングライター、五つの赤い風船メンバー（* 1947年）[60]
- 4月7日 - 島田源領、日本のテレビプロデューサー、元日本放送協会（NHK）プロデューサー（* 1947年）[61]
- 4月8日 - 彭明敏、台湾の国際政治学者、台湾独立運動活動家（* 1923年）[62]
- 4月8日 - カール・ボレス、アメリカ合衆国の元プロ野球選手【サンフランシスコ・ジャイアンツ、近鉄バファローズ、西鉄ライオンズ所属】（* 1934年）[63]
- 4月8日 - よこたとくお、日本の漫画家（* 1936年）[64]
- 4月8日 - 松島みのり、日本の声優、女優（* 1940年）[65]
- 4月8日 - 長谷川貞夫、日本の分子化学者、東京学芸大学元副学長・名誉教授（* 1943年?）[66]
- 4月8日 - アレキサンダー・ボビン、アメリカ合衆国の言語学・文献学者（* 1961年）[67]
- 4月8日 - ウーヴェ・ボーム（ドイツ語版）、ドイツの俳優（* 1962年）[68]
- 4月9日 - フラリド・ラガーロンド、スウェーデンのスーパーセンテナリアン（* 1910年）[69]
- 4月9日 - ジャック・ヒギンズ、イギリスの小説家（* 1929年）[70]
- 4月9日 - ジャンパオロ・ロッド（イタリア語版）、イタリアのミュージシャン、ギタリスト、歌手（* 1930年）[71]
- 4月9日 - ミヒャエル・デーゲン（ドイツ語版）、ドイツ出身のイスラエルの俳優（* 1932年）[72]
- 4月9日 - 諸石幸生、日本の音楽評論家（* 1948年）[73]
- 4月9日 - クリス・ベイリー（英語版）、ケニア出身のオーストラリアの歌手、ザ・セインツ（英語版）メンバー（* 1957年）[74]
- 4月9日 - 髙橋大雅、日本のファッションデザイナー（* 1995年）[75]
- 4月9日 - ドウェイン・ハスキンズ、アメリカ合衆国のアメリカンフットボール選手（* 1997年）[76]
- 4月10日 - 亀谷暁英、日本の真言宗豊山派僧侶、隨心院前門跡（* 1930年）[77]
- 4月10日 - 澤田榮治、日本の実業家、マルエイグループ代表、マルエイ・丸栄石油名誉会長（* 1931年）[78]
- 4月10日 - 二神恭一、日本の経営学者、早稲田大学名誉教授（* 1931年）[79]
- 4月10日 - 松野隆一、日本の食品工学者、石川県立大学元学長、京都大学名誉教授（* 1939年）[80]
- 4月10日- キアラ・フルゴーニ（イタリア語版）、イタリアの歴史家（* 1940年）[81]
- 4月10日 - 水口洋次、日本の元サッカー選手・指導者【ヤンマーディーゼルサッカー部所属】（* 1944年）[82]
- 4月10日 - ジョン・ドリュー、アメリカ合衆国の元バスケットボール選手、【アトランタ・ホークスなどに所属】（* 1954年）[83]
- 4月10日 - エステラ・ロドリゲス、キューバの柔道家、1992年バルセロナ・1996年アトランタオリンピック72kg超級銀メダリスト（* 1967年）[84]
- 4月10日 - エヤ・ゲスゲス（英語版）、チュニジアのセーリング選手、2020年東京オリンピック49erFX級同国代表（* 2005年）[85]
- 4月11日 - 花岡正男、日本の病理学者、元京都大学ウイルス研究所所長、京都大学名誉教授（* 1926年）[86]
- 4月11日 - シャーリー・スポーク（英語版）、アメリカ合衆国の元プロゴルファー（* 1927年）[87][88]
- 4月11日 - ハンス・ユンカーマン（ドイツ語版）、ドイツのサイクリスト（* 1934年）[89]
- 4月11日 - 青木初夫、日本の実業家、元藤沢薬品工業（現アステラス製薬）社長、元日本製薬工業協会会長（* 1936年）[90]
- 4月11日 - チャーネット・モフェット、アメリカ合衆国のジャズベーシスト（* 1967年）[91]
- 4月11日 - ZERO、日本のロックシンガー・ギタリスト、ロックバンド「コーパス・グラインダーズ」リーダー（* 1967年）[92]
- 4月11日 - モハマド・フセイン（英語版）、パキスタンの元クリケット選手、元同国テスト代表（* 1976年）[93]
- 4月12日 - 加藤達雄、日本の実業家、カトーレック創業者（* 1924年）[94]
- 4月12日 - 松本孝、日本の実業家、喫茶チェーン「英國屋」創業者、会長（* 1934年）[95]
- 4月12日 - 立石信雄、日本の実業家、元オムロン会長（* 1936年）[96]
- 4月12日 - 北村和弘、日本の実業家、元KVK社長（* 1937年）[97]
- 4月12日 - ギルバート・ゴットフリード、アメリカ合衆国の俳優、コメディアン（* 1955年）[98]
- 4月12日 - イリーナ・ボロビエワ、ロシアの元フィギュアスケート選手、1981年世界選手権ペア金メダリスト（* 1958年）[99]
- 4月12日 - 大原靖、日本の実業家、元椿本チエイン社長（* 1959年）[100]
- 4月12日 - セルゲイ・ヤシン（ロシア語版）、ロシア連邦の元アイスホッケー選手、1988年カルガリーオリンピック金メダリスト【HCディナモ・モスクワなどに所属】（* 1962年）[101]
- 4月12日 - 重富大輔、日本のオートレーサー（* 1979年）[102]
- 4月13日 - ミシェル・ブーケ、フランスの俳優（* 1925年）[103]
- 4月13日 - 平尾辰夫、日本の実業家、東宝の専務取締役　演劇担当（* 1929年）[104]
- 4月13日 - レティツィア・バッタリア（英語版）、イタリアの写真家、フォトジャーナリスト（* 1937年）[105]
- 4月13日 - 松井徹哉、日本の建築学者、名古屋大学名誉教授（* 1940年）[106]
- 4月13日 - ヴォルフガング・ファーリアン（英語版）、ドイツの元サッカー選手、元西ドイツ代表（* 1941年）[107]
- 4月13日 - アレックス・ギラディ、イスラエルの国際オリンピック委員会委員（* 1942年）[108]
- 4月13日 - フレディ・リンコン、コロンビアの元サッカー選手・指導者、元同国代表（* 1966年）[109]
- 4月13日 - ミハイル・ナガモフ、マリ・エル共和国の軍人、陸軍大佐、第6諸兵科連合軍（英語版）第30工兵連隊長（* 1981年?）[110][111]
- 4月13日 - ティム・フィーリック（英語版）、アメリカ合衆国のベーシスト、ダンス・ギャヴィン・ダンスメンバー（* 1987年?）[112]
- 4月14日 - 尾身幸次、日本の政治家、元通産官僚、元衆議院議員【自由民主党所属】、第6代財務大臣、第2代科学技術政策担当大臣、第54代経済企画庁長官（* 1932年）[113]
- 4月14日 - 仲本兼明、日本の地方公務員、沖縄県沖縄市副市長（* 1955年）[114]
- 4月14日 - マイク・ボッシー（英語版）、カナダの元アイスホッケー選手【ニューヨーク・アイランダース所属】、アイスホッケー殿堂（* 1957年）[115]
- 4月14日 - アントン・クプリン（ウクライナ語版）、ロシアの軍人、海軍大佐、巡洋艦「モスクワ」艦長（* 1978年?）[116][117]
- 4月15日 - アート・ルーペ（英語版）、アメリカ合衆国のレコードレーベル経営者、音楽プロデューサー、スペシャルティ・レコード創業者（* 1917年）[118]
- 4月15日 - ヘンリー・プラム、イギリスの政治家、元欧州議会議長（* 1925年）[119]
- 4月15日 - ユーニス・ムニョス（ポルトガル語版）、ポルトガルの女優（* 1928年）[120]
- 4月15日 - リズ・シェリダン、アメリカ合衆国の女優（* 1929年）[121]
- 4月15日 - 漆原智良、日本の児童文学作家（* 1934年）[122]
- 4月15日 - ジャン・ポール・フィトゥーシ（フランス語版）、フランスの経済学者（* 1942年）[123]
- 4月15日 - 照屋寛徳、日本の政治家、弁護士、元衆議院議員・参議院議員【社会民主党所属】、元社会民主党副党首（* 1945年）[124]
- 4月15日 - ジャック・ニュートン（英語版）、オーストラリアの元プロゴルファー（* 1950年）[125]
- 4月15日 - ベルンハルト・ゲルメスハウゼン（英語版）、ドイツの元ボブスレー選手、1976年インスブルック2人乗り・4人乗り、1980年レークプラシッドオリンピック4人乗り金メダリスト（* 1951年）[126]
- 4月15日 - KOJI、日本のギタリスト、La'cryma Christi・ALvinoメンバー（* 1973年）[127]
- 4月15日 - ウラジミール・クロムチェンコフ（ウクライナ語版）、ウクライナ出身のロシアの軍人、海軍二等艦長、揚陸艦「サラトフ（ロシア語版）」艦長（* 1983年）[128][129]

## 16日 - 30日

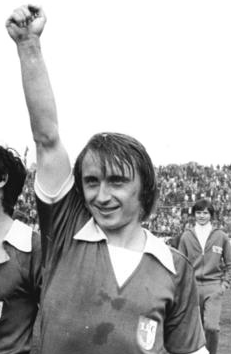
ヨアヒム・シュトライヒ／4月16日没

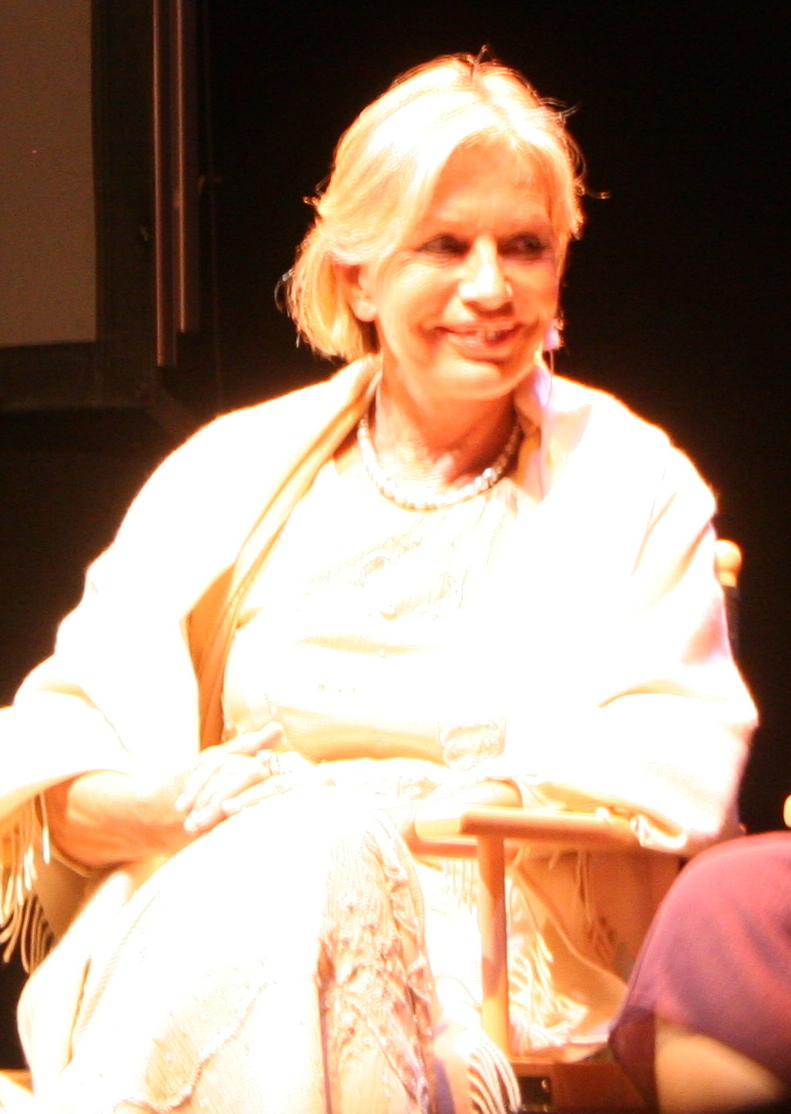
カトリーヌ・スパーク／4月17日没

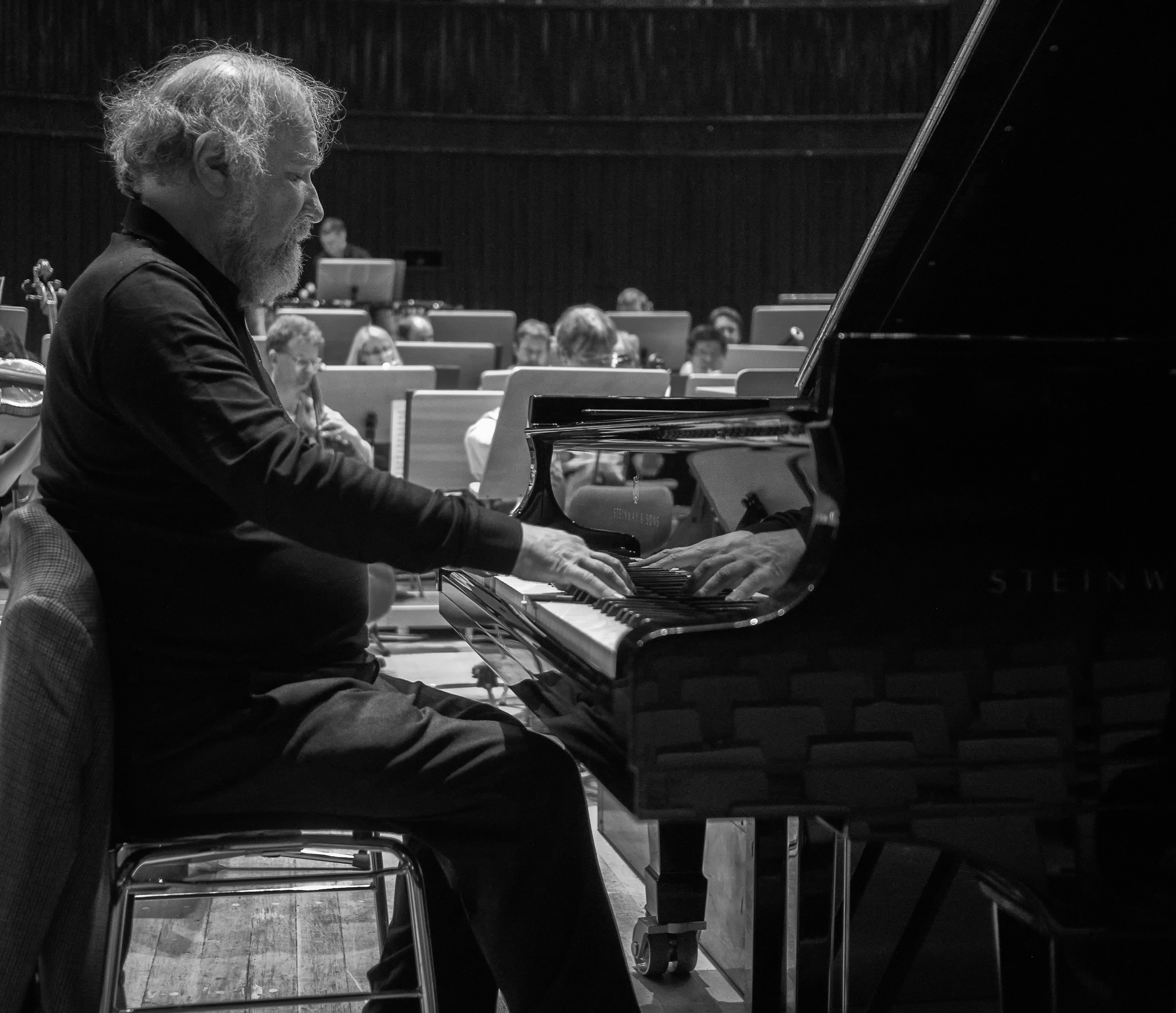
ラドゥ・ルプ／4月17日没

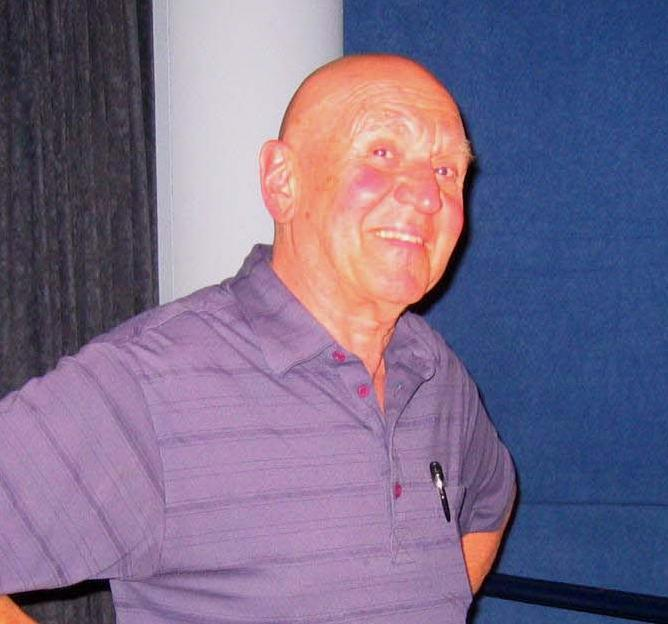
ヤネス・マティチッチ／4月18日没

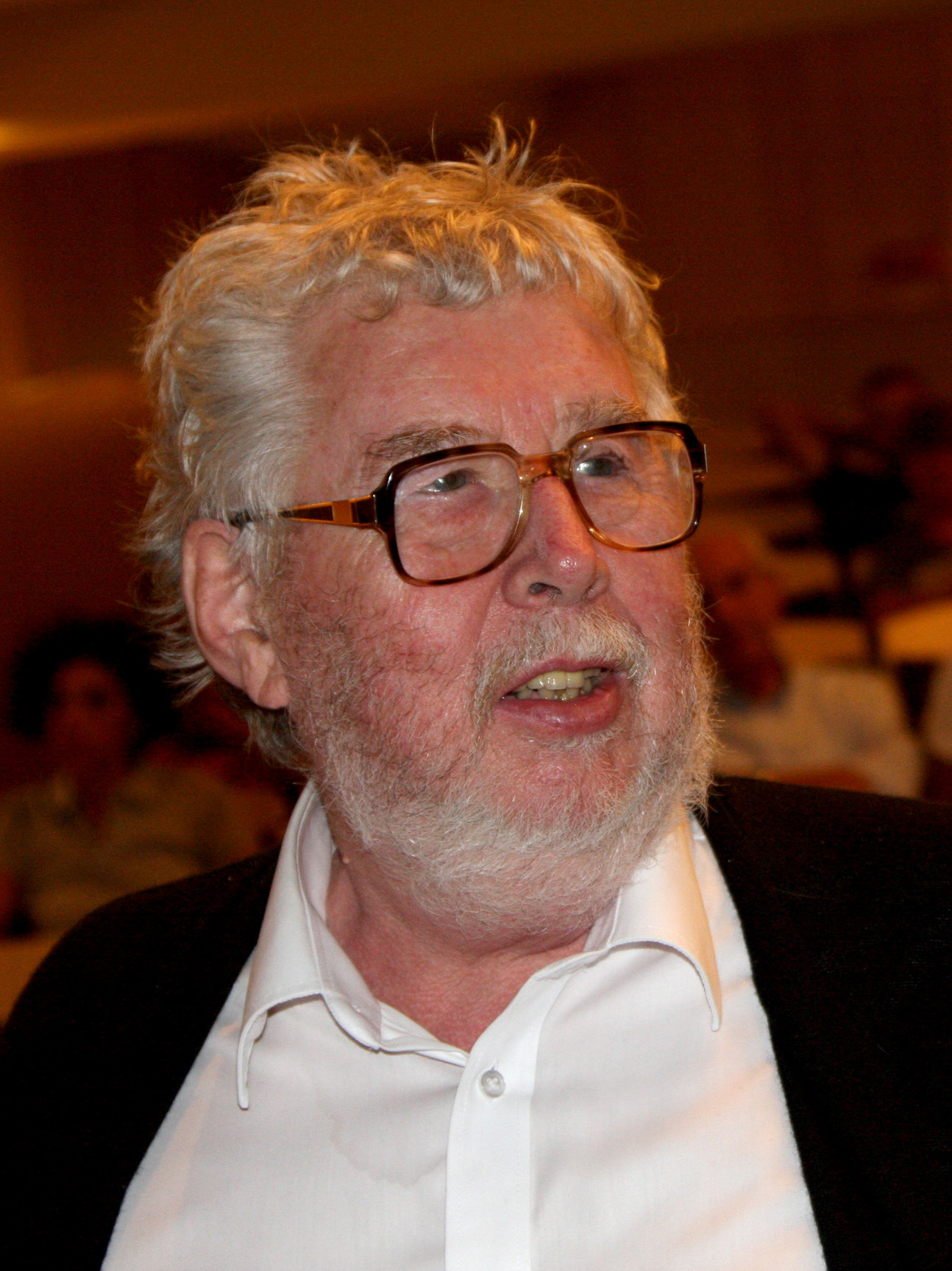
ハリソン・バートウィッスル／4月18日没

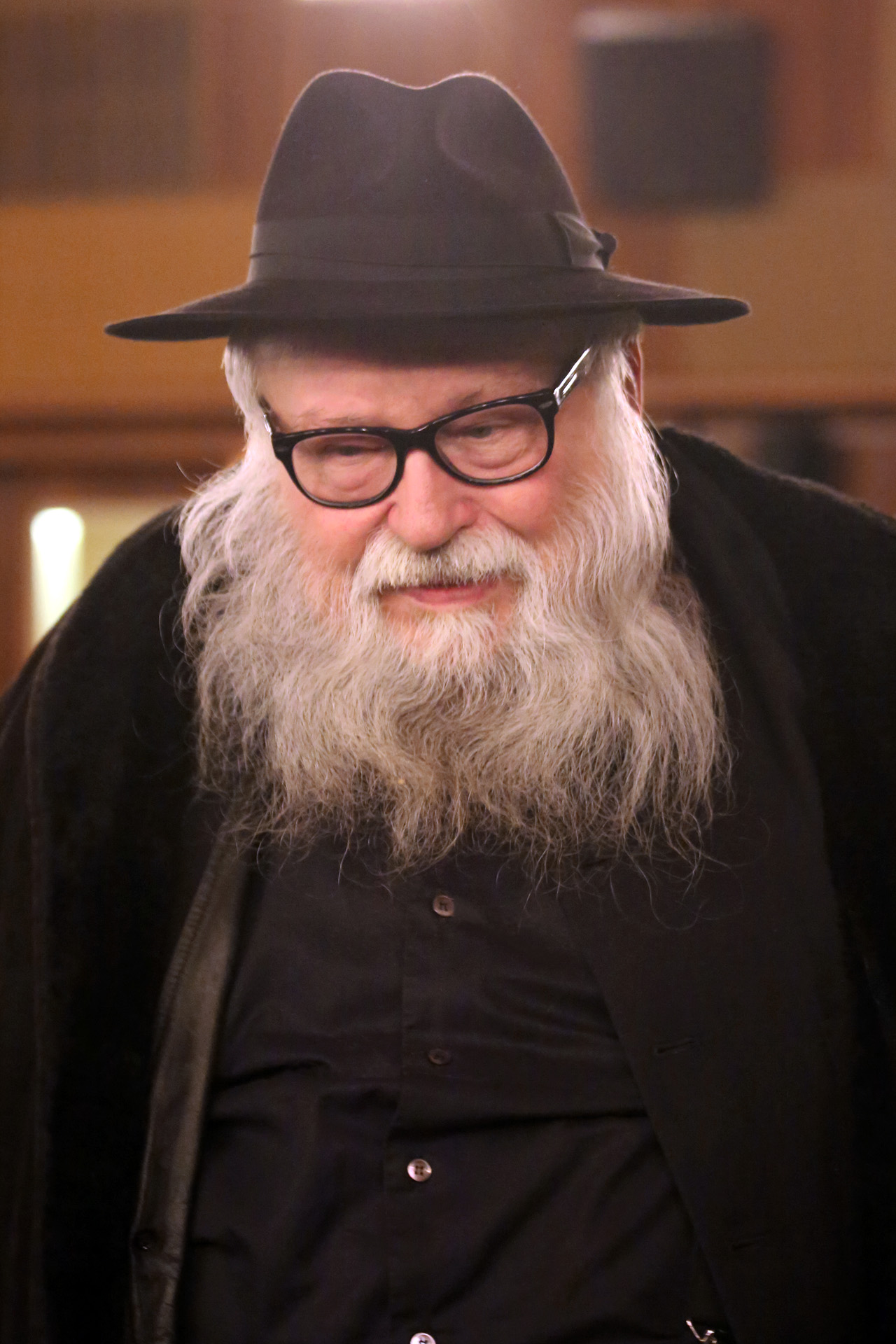
ヘルマン・ニッチュ／4月18日没

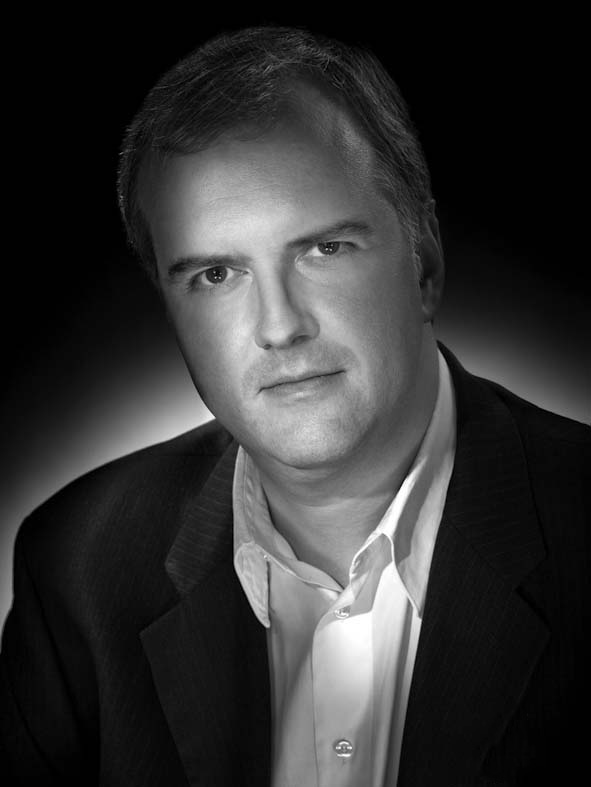
ニコラ・アンゲリッシュ／4月18日没

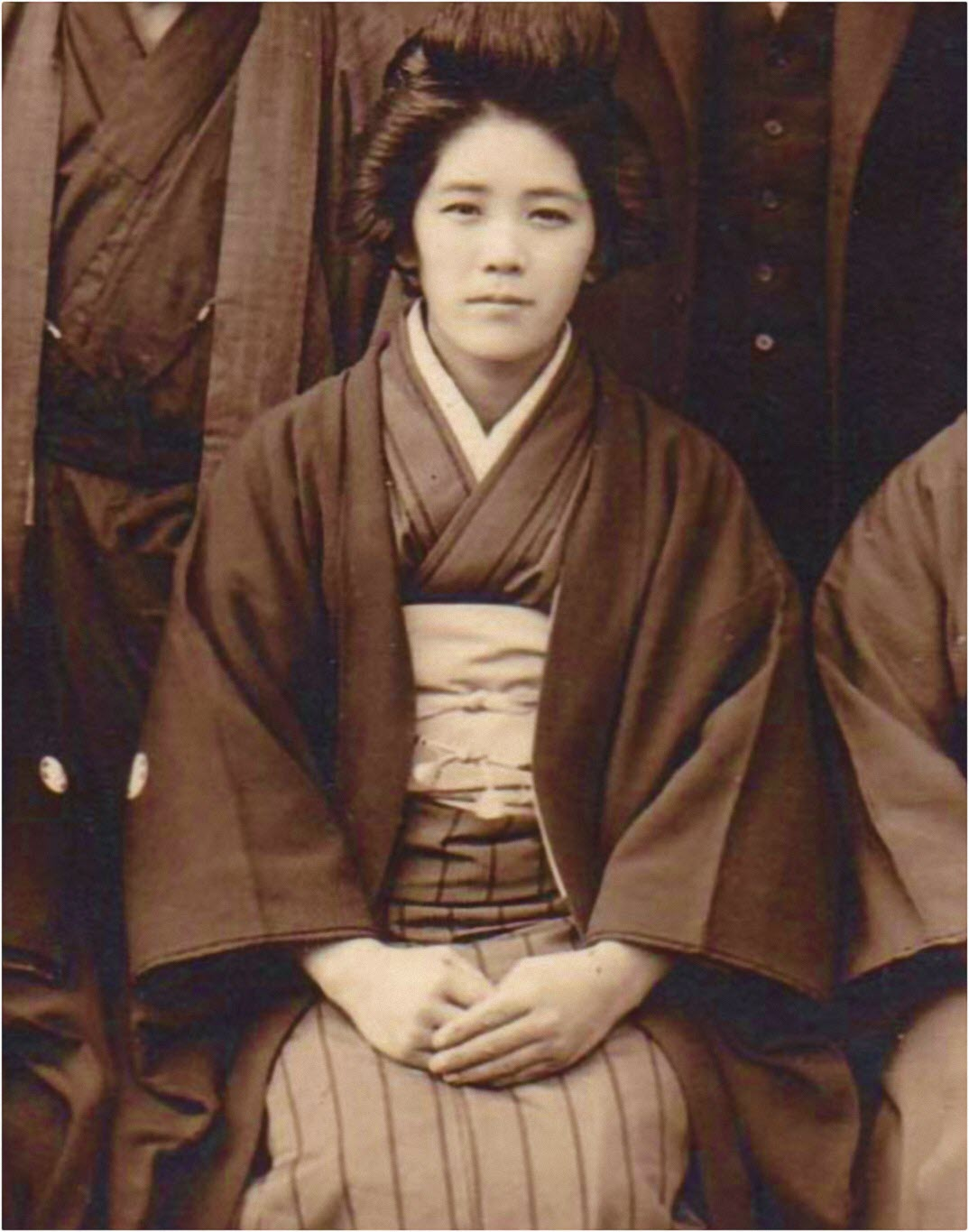
田中カ子／4月19日没

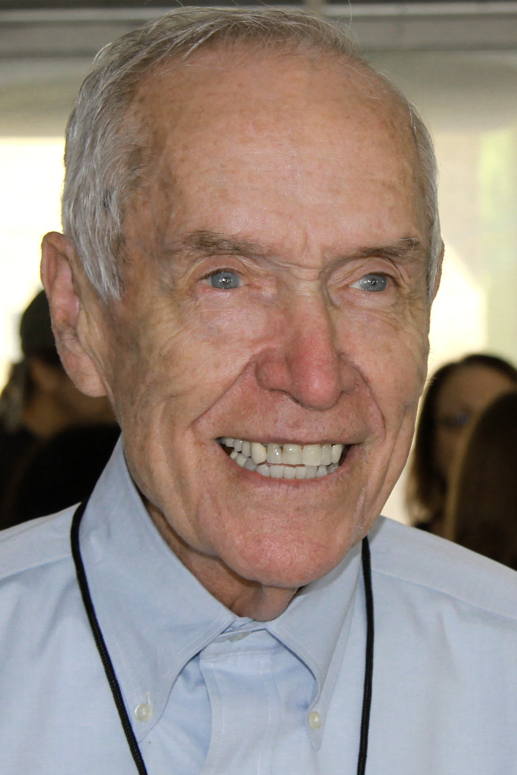
ローランド・ヒノホサ／4月19日没

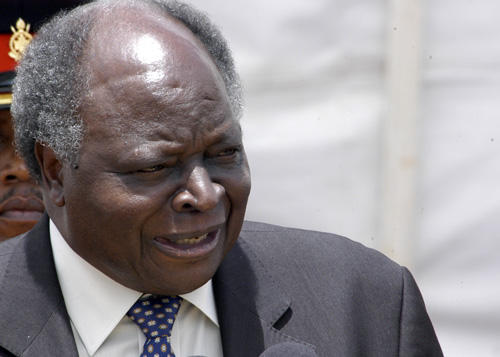
ムワイ・キバキ／4月21日没

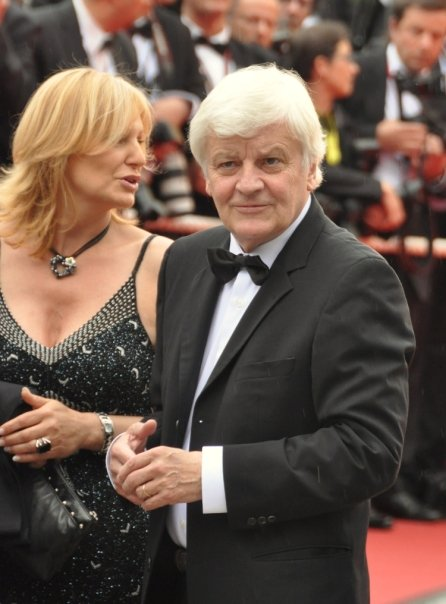
ジャック・ペラン／4月21日没

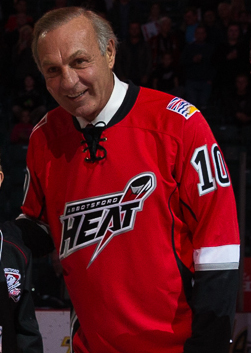
ギイ・ラフレール／4月22日没

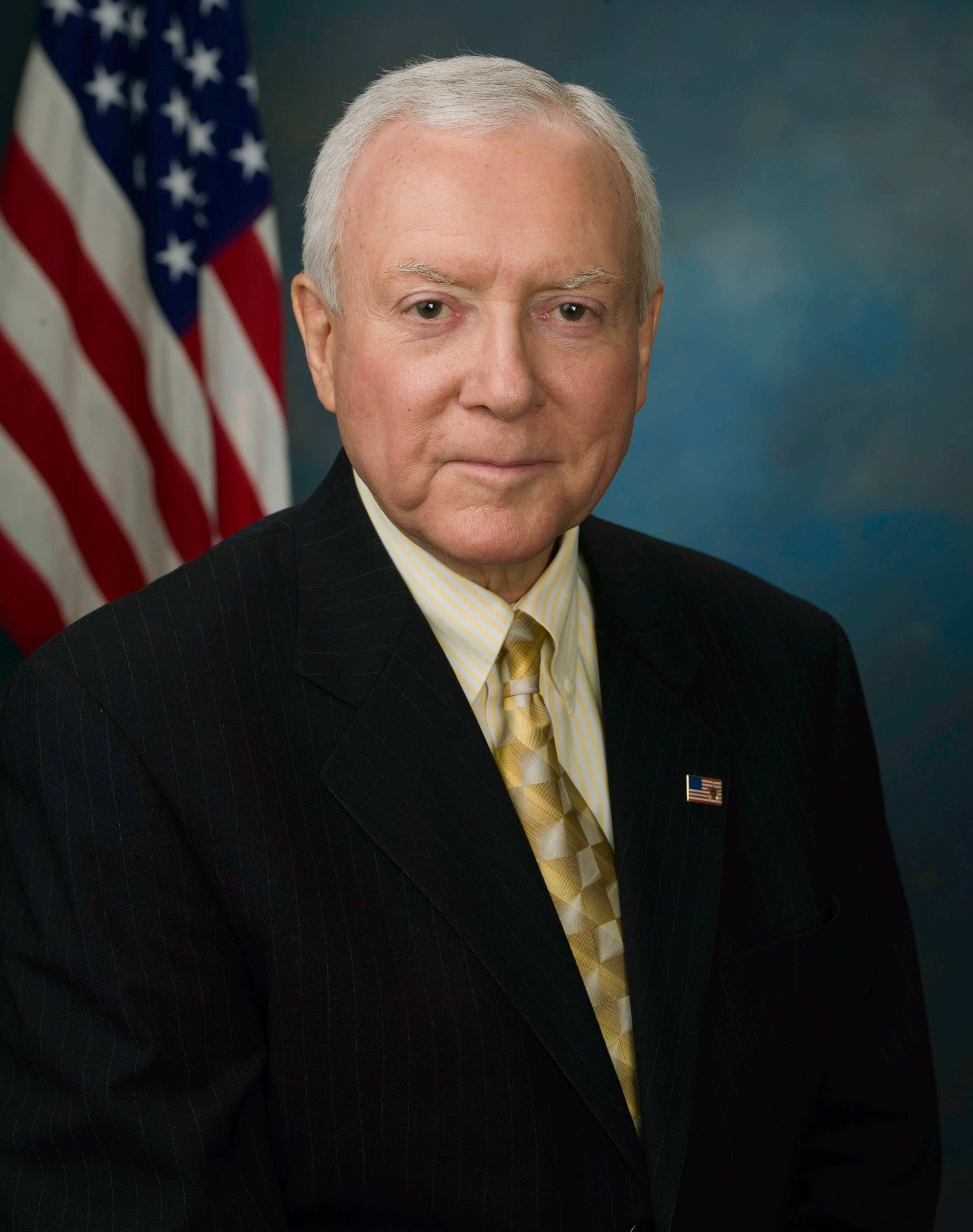
オリン・ハッチ／4月23日没

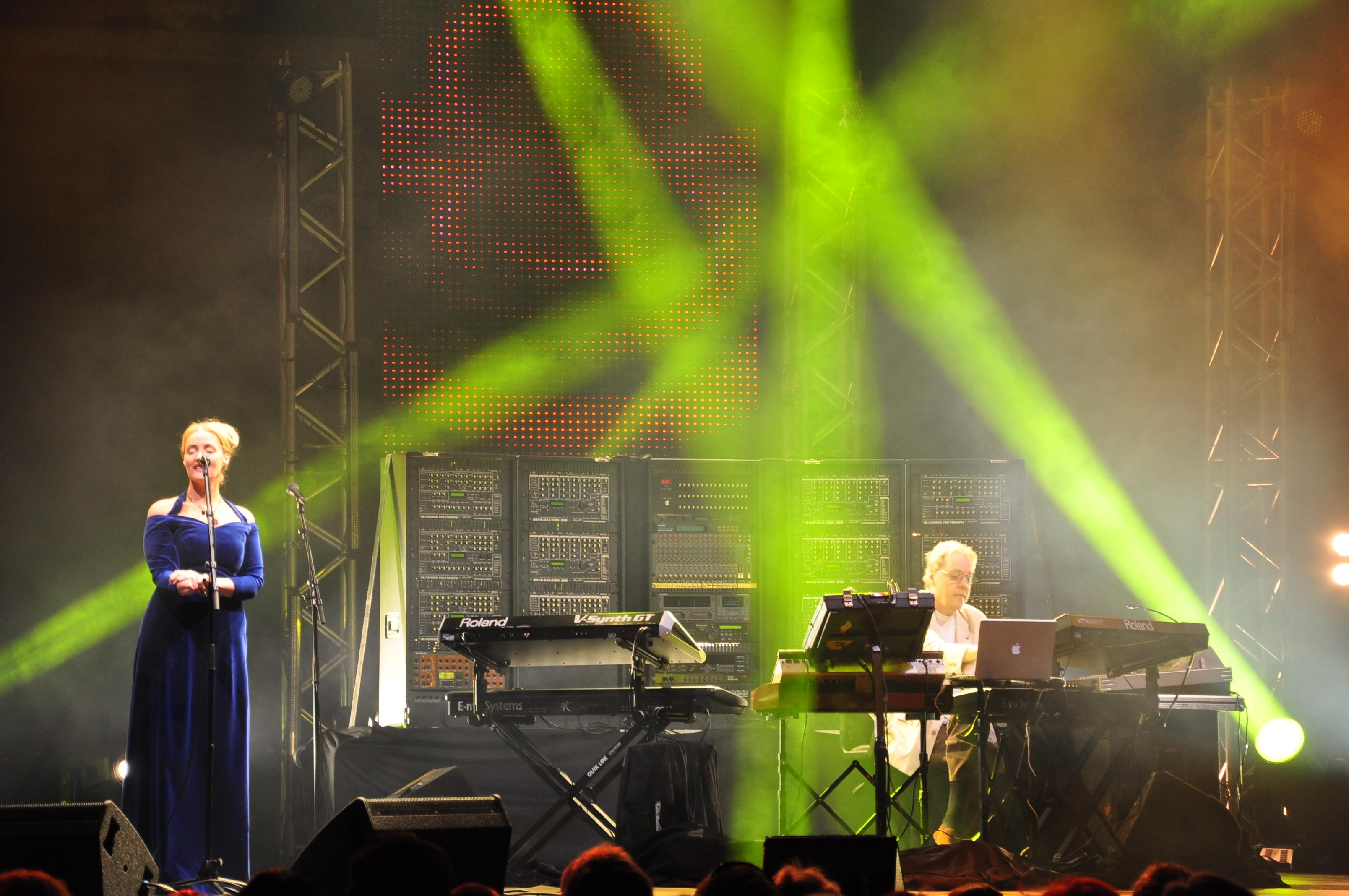
クラウス・シュルツェ（右）／4月26日没

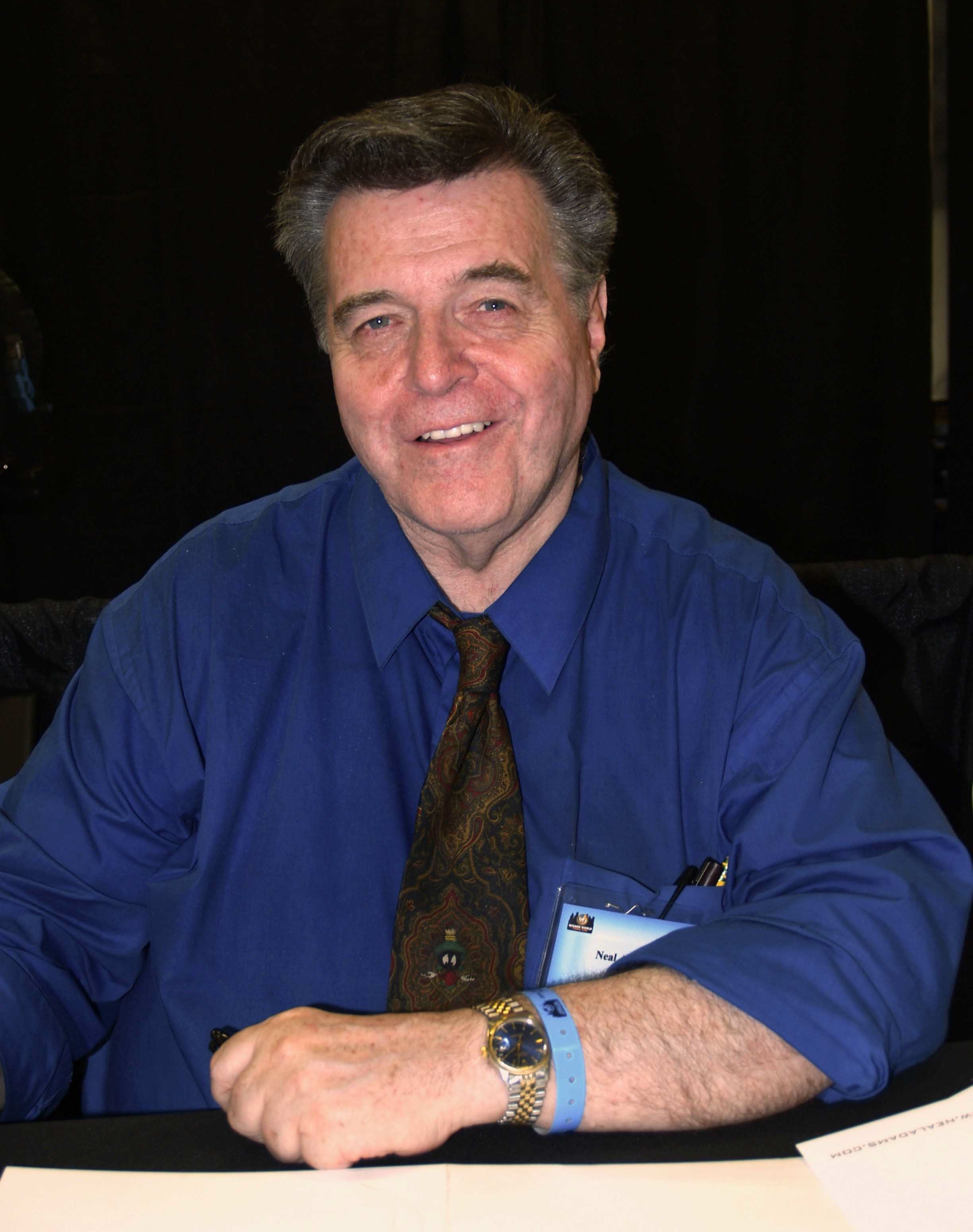
ニール・アダムス／4月28日没

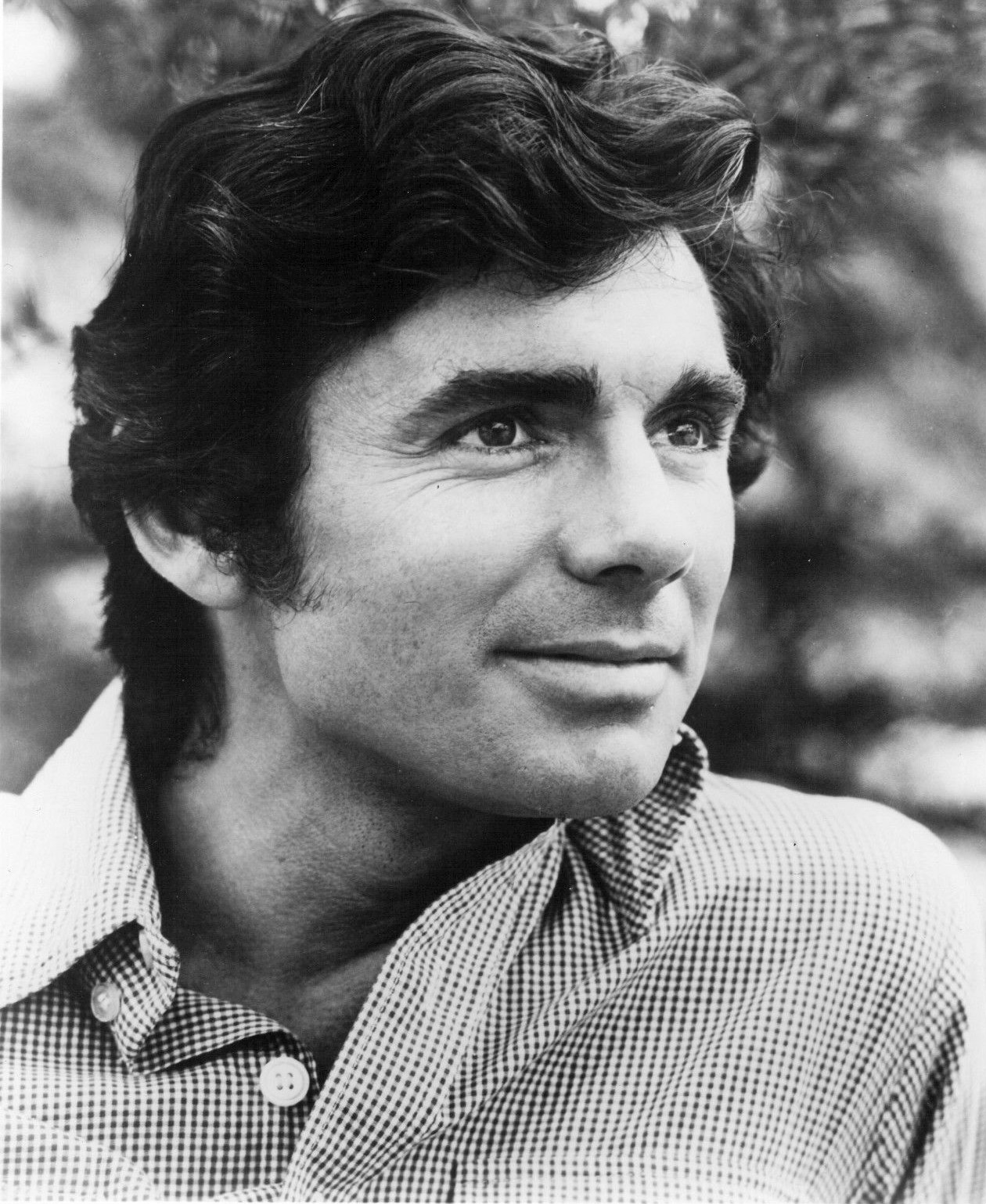
デヴィッド・バーニー／4月29日没

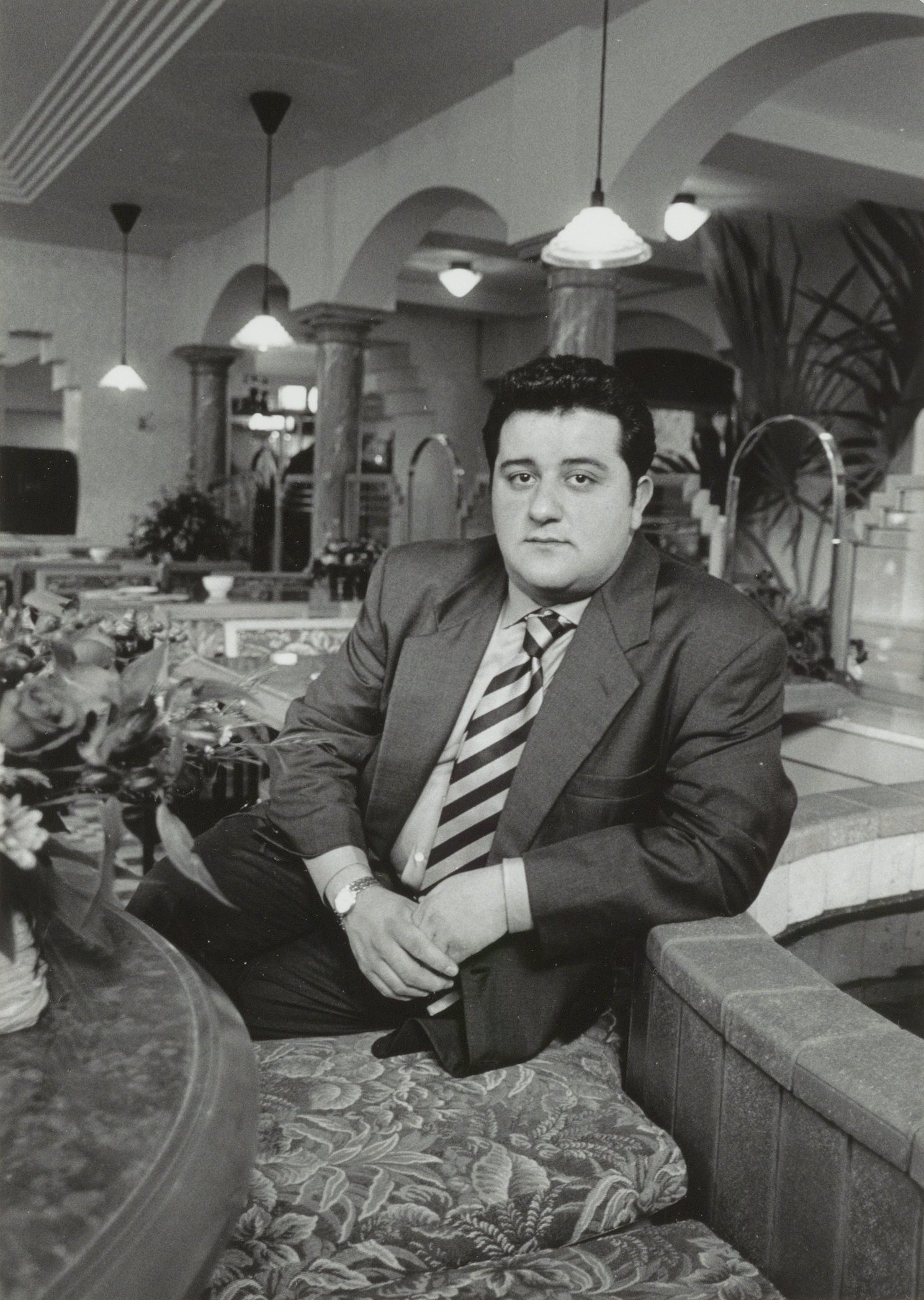
ミノ・ライオラ／4月30日没

- 4月16日 - グロリア・セビル（英語版）、フィリピンの女優（* 1932年）[130]
- 4月16日 - ハリナ・ウィニアスカ（ポーランド語版）、ポーランドの女優（* 1933年）[131]
- 4月16日 - 高橋章、日本の能楽師、宝生流シテ方（* 1934年）[132]
- 4月16日 - 柳生博、日本の俳優、司会者、タレント、声優、第5代日本野鳥の会会長（* 1937年）[133]
- 4月16日 - ヨアヒム・シュトライヒ、ドイツのサッカー選手、1972年ミュンヘンオリンピック銅メダリスト【ハンザ・ロストックなどに所属】（* 1951年）[134]
- 4月16日 - 村生ミオ、日本の漫画家（* 1952年）[135]
- 4月16日 - ビル・ボーン（英語版）、カナダのミュージシャン・シンガーソングライター（* 1954年）[136]
- 4月16日 - 亀田昭雄、日本のプロボクサー（* 1956年）[137]
- 4月16日 - ウラジーミル・フロロフ、ロシアの軍人、陸軍少将、第8諸兵科連合軍（英語版）副司令官（* 生年不明）[138][139]
- 4月16日 - イヴァン・グリシン、ロシアの軍人、陸軍大佐、第20親衛諸兵科連合軍（英語版）第49対空ミサイル旅団（英語版）長（* 生年不明）[140][141]
- 4月17日 - 田谷哲哉、日本の実業家、田谷創業者（* 1941年）[142]
- 4月17日 - リック・ターナー（英語版）、アメリカ合衆国のギター職人（* 1943年）[143]
- 4月17日 - カトリーヌ・スパーク、フランスの女優、歌手（* 1945年）[144]
- 4月17日 - ラドゥ・ルプ、ルーマニアのピアニスト（* 1945年）[145]
- 4月17日 - スティーブ・カンバーランド、ニュージーランドのラグビーリーグ指導者、コベルコ神戸スティーラーズヘッドフォワードコーチ（* 1964年）[146]
- 4月17日 - DJケイ・スレイ（英語版）、アメリカ合衆国のDJ、レコードレーベル経営者（* 1967年）[147]
- 4月18日 - ヤネス・マティチッチ、スロベニアの作曲家、ピアニスト（* 1926年）[148]
- 4月18日 - 陳有慶（中国語版）、香港の実業家、亜洲金融集団（中国語版）会長（* 1932年）[149]
- 4月18日 - 瀧口宥誠、日本の天台宗僧侶、善光寺大勧進貫主（* 1933年）[150]
- 4月18日 - 田口栄一、日本の実業家、元三菱レイヨン（現三菱ケミカル）社長（* 1933年?）[151]
- 4月18日 - ハリソン・バートウィッスル、イギリスの作曲家（* 1934年）[152]
- 4月18日 - ヘルマン・ニッチュ、オーストリアのパフォーマンスアーティスト（* 1938年）[153]
- 4月18日 - 佐々木史朗、日本の映画プロデューサー（* 1939年）[154][155]
- 4月18日 - ヴャチェスラフ・トルブニコフ、ロシア連邦の諜報員（* 1944年）[156]
- 4月18日 - ホセ・サンティアゴ・サンタ・ロマナ、フィリピンのジャーナリスト、外交官、在中国・北朝鮮・モンゴル大使（* 1948年）[157]
- 4月18日 - 浜盛重則、日本のラジオパーソナリティー、琉球新報通信員（* 1950年）[158]
- 4月18日 - 本松好正、日本の元警察官、柔道家・柔道指導者（* 1956年）[159]
- 4月18日 - ニコラ・アンゲリッシュ、アメリカ合衆国のピアニスト（* 1970年）[160][161]
- 4月18日 - 奈月ここ、日本の原画家、イラストレーター、漫画家（* 生年不詳）[162]
- 4月18日（訃報発表日） - アレクサンドル・チルバ、ロシアの軍人、海軍三等艦長、ロプーチャ級揚陸艦「ツェーザリ・クニコフ（英語版）」艦長（* 生年不明）[163][164]
- 4月19日 - 田中カ子、日本の世界最高齢だった人物（* 1903年）[165]
- 4月19日 - 久世公堯、日本の政治家、自治官僚、元参議院議員【自由民主党所属】、第5代金融再生委員会委員長、元自治大学校長（* 1928年）[166]
- 4月19日 - ローランド・ヒノホサ、アメリカ合衆国の小説家、詩人（* 1929年）[167]
- 4月19日 - カルロス・ルカス（英語版）、チリのボクサー、1956年メルボルンオリンピック銅メダリスト（* 1930年）[168]
- 4月19日 - 足木敏郎、日本の元プロ野球選手【名古屋ドラゴンズ所属】、球団職員（* 1934年）[169]
- 4月19日 - ヘンリー・スコット・ストークス、イギリスのジャーナリスト、英経済紙「フィナンシャル・タイムズ」初代東京支局長（* 1938年）[170]
- 4月19日 - 坂元信一、日本の元社会人野球選手、甲子園沖縄県代表初得点を出した人物【沖縄県立那覇高等学校出身】（* 1942年）[171]
- 4月19日 - サンドラ・ピサーニ（英語版）、オーストラリアのフィールドホッケー選手、1988年ソウルオリンピック金メダリスト（* 1959年）[172]
- 4月19日 - マルコ・イノセンティ（イタリア語版）、イタリアの作家、脚本家、漫画家（* 1966年）[173]
- 4月19日 - ミハイル・キシュチク、ルハーンシク州のLPR分離独立運動活動家、民兵組織指導者（* 生年不明）[174]
- 4月20日 - ヒルダ・バーナード（英語版）、アルゼンチンの女優（* 1920年）[175]
- 4月20日 - アントニン・カクリク（英語版）、チェコの映画監督、脚本家（* 1923年）[176]
- 4月20日 - ロバート・モース（英語版）、アメリカ合衆国の俳優、歌手（* 1931年）[177]
- 4月20日 - ハビエル・ロザノ・バラガン（英語版）、メキシコのカトリック教会聖職者、枢機卿、元サカテカス司教・保健従事者評議会（英語版）議長（* 1933年）[178]
- 4月20日 - 韓勝憲、大韓民国の弁護士（* 1934年）[179]
- 4月20日 - ギター・ショーティ（英語版）、アメリカ合衆国のブルースギタリスト（* 1934年）[180]
- 4月20日 - スティーブン・ヘイトン（英語版）、カナダのフィクション作家、詩人、シンガーソングライター（* 1961年）[181]
- 4月20日 - イヴァン・ビドニャク（ウクライナ語版）、ウクライナの射撃競技選手（* 1985年）[182]
- 4月20日（訃報発表日） - レオ・バーンズ、アイルランドのサクソフォン奏者、元ホットハウス・フラワーズメンバー（* 生年不明）[183]
- 4月21日 - レナーテ・ホルム（ドイツ語版）、ドイツ・オーストリアのオペラ歌手、女優（* 1931年）[184]
- 4月21日 - ムワイ・キバキ、ケニアの政治家、元ケニア大統領、ケニア副大統領（* 1931年）[185]
- 4月21日 - 渡辺和己、日本の元陸上競技選手、1960年ローマオリンピックおよび1964年東京オリンピックの日本代表選手（* 1935年）[186]
- 4月21日 - 山口修、日本の音楽学者、大阪大学名誉教授（* 1939年）[187]
- 4月21日 - 小沢二郎、日本の実業家、かどや製油会長（* 1937年）[188]
- 4月21日 - ジャック・ペラン、フランスの俳優、映画監督（* 1941年）[189]
- 4月21日 - イヴァン・マルコー（英語版）、ハンガリーの振付師、ダンサー（* 1947年）[190]
- 4月21日 - シンシア・プラスター・キャスター（英語版）、アメリカ合衆国の造形作家（* 1947年）[191]
- 4月21日 - 桑原幸子、日本の女優（* 1947年）[192]
- 4月21日（訃報発表日） - 関本剛、日本の医師（* 1976年）[193]
- 4月22日 - 古賀秀男、日本の西洋史学者、山口大学名誉教授（* 1933年）[194]
- 4月22日 - 横山マコト、日本の漫才師、横山ホットブラザーズのメンバー（* 1934年）[195]
- 4月22日 - 加々美光行、愛知大学名誉教授（* 1944年）[196]
- 4月22日 - 福島幹雄、日本の実業家、元JFE商事社長（* 1945年）[197]
- 4月22日 - ギイ・ラフレール、カナダの元プロアイスホッケー選手【モントリオール・カナディアンズなどに所属】、アイスホッケー殿堂（* 1951年）[198]
- 4月22日 - ジャン・ロット（オランダ語版）、オランダの歌手、作詞家、作曲家、コラムニスト（* 1957年）[199]
- 4月22日 - アルトゥル・フリツェンコ（ウクライナ語版）、ウクライナのサッカー選手（* 1979年）[200]
- 4月22日 - ペドリー・ワネンバーグ（英語版）、南アフリカ共和国のラグビーユニオン選手、元同国代表（* 1981年）[201]
- 4月23日 - 出口恵山、日本の書家、医師、社会福祉法人寿光会理事長（* 1923年）[202]
- 4月23日 - オリン・ハッチ、アメリカ合衆国の政治家、元上院仮議長（* 1934年）[203]
- 4月23日 - 川平惠造、日本の画家、元沖縄県美術家連盟会長（* 1949年）[204]
- 4月24日 - 結城貢、日本の料理研究家（* 1940年）[205]
- 4月24日 - パオロ・マウリ（イタリア語版）、イタリアの文芸評論家、ジャーナリスト（* 1945年）[206]
- 4月24日 - コリン・ウィリアムズ（英語版）、ジンバブエのクリケット選手（* 1961年）[207]
- 4月24日 - フレディ・ホール（英語版）、バミューダ諸島のサッカー選手【トロントFCなどに所属】（* 1985年）[208]
- 4月25日 - 羅雄培、韓国の政治家、官僚、元国会議員・企画財政部長官・統一部長官・商工部長官・副総理（* 1934年）[209][210]
- 4月25日 - 2代目柳家小はん、日本の落語家（* 1941年）[211]
- 4月25日 - ペッペ・クーガ（イタリア語版）、イタリアのラウネダ（英語版）奏者（* 1946年）[212]
- 4月25日 - 李外秀（朝鮮語版）、韓国の小説家（* 1946年）[213]
- 4月25日 - アンドリュー・ウールフォーク（英語版）、アメリカ合衆国のサクソフォン奏者、元アース・ウィンド・アンド・ファイアーメンバー（* 1950年）[214]
- 4月25日 - 辻明彦、日本の生化学者、徳島大学名誉教授（* 1954年）[215]
- 4月26日 - イスマイル・オーガン（英語版）、トルコの元アマチュアレスリング選手、1964年東京オリンピックフリースタイルウェルター級金メダリスト（* 1933年）[216]
- 4月26日 - 伊藤博之、日本の実業家、ダイセキ会長（* 1943年）[217]
- 4月26日 - クラウス・シュルツェ、ドイツの電子音楽ミュージシャン、作曲家（* 1947年）[218]
- 4月26日 - 望月二郎、日本のカメラマン（* 1947年）[219]
- 4月26日 - ランディ・ランド（英語版）、アメリカ合衆国のベーシスト、オートグラフ（英語版）メンバー（* 1960年?）[220]
- 4月27日 - カルロス・アミーゴ・ファレホ（英語版）、スペインのカトリック教会聖職者、枢機卿、元セビリア・タンジェ大司教（* 1934年）[221]
- 4月27日 - ケネス・ツァン、香港の俳優（* 1935年）[222]
- 4月27日 - ベンテ・ハンセン（英語版）、デンマークの作家、編集者（* 1940年）[223]
- 4月27日 - 瀬崎輝幸、日本の実業家、エフエム山陰社長（* 1959年）[224]
- 4月27日 - 廖国勛、中華人民共和国の政治家、官僚、天津市長（* 1963年）[225]
- 4月27日 - クリスティアン・ランドバーグ（英語版）、スウェーデンの作家（* 1966年）[226]
- 4月27日 - ナゲントラン・K・ダマリンガム（英語版）、マレーシア出身の麻薬密輸人、死刑囚（* 1988年）[227]
- 4月28日 - ハロルド・リヴィングストン（英語版）、アメリカ合衆国の小説家、脚本家（* 1924年）[228]
- 4月28日 - 小出孝之、日本の実業家、元桃屋代表取締役社長（* 1926年）[229]
- 4月28日 - 坂本鉄男、日本のイタリア文学者、コラムニスト（* 1930年）[230]
- 4月28日 - 田中弘史、日本の俳優（* 1935年）[231]
- 4月28日 - ニール・アダムス、アメリカ合衆国のアメリカン・コミックス作家、作画家、脚本家、クリエイター、出版者（* 1941年）[232]
- 4月28日 - サリーム・ギャウス（英語版）、インドの俳優、演出家、武道家（* 1952年）[233]
- 4月28日 - ヴィラ・ヒリチュ、ウクライナのジャーナリスト（* 1967年）[234]
- 4月29日 - 渡辺龍一、日本の政治家、整形外科医師、元茨城県常陸太田市議会議員、元常陸太田市長（* 1928年）[235]
- 4月29日 - デヴィッド・バーニー、アメリカ合衆国の俳優（* 1939年）[236]
- 4月29日 - デヴィッド・エヴァンス、アメリカ合衆国の化学者、ハーバード大学名誉教授（* 1941年）[237]
- 4月29日 - 小坂忠、日本のシンガーソングライター、作曲家、ゴスペルシンガー、牧師（* 1948年）[238]
- 4月29日 - 川村宗生、日本の実業家、川徳代表取締役社長（* 1951年）[239]
- 4月29日 - アンドレイ・シモノフ（英語版）、ロシアの軍人、陸軍少将、第2親衛戦車軍（英語版）第53電子戦大隊長（* 1966年）[240][241]
- 4月30日（訃報発表日） - 岸野猛、日本のコメディアン、お笑いトリオ「ナンセンストリオ」元メンバー（* 1935年）[242]
- 4月30日 - 小田信吾、日本の実業家・芸能プロモーター、ホリプロ前会長（* 1938年）[243][244]
- 4月30日 - 島田晴夫、日本のマジシャン（* 1940年）[245]
- 4月30日 - クン・トゥン・ウー（ビルマ語版）、ミャンマーの政治活動家、シャン諸民族民主連盟議長（* 1943年）[246]
- 4月30日 - ナオミ・ジャッド（英語版）、アメリカ合衆国のカントリー・ミュージックシンガー、ソングライター（* 1946年）[247]
- 4月30日 - ミノ・ライオラ、イタリアのスポーツエージェント（* 1967年）[248]
- 4月30日 - ニール・キャンベル（英語版）、イギリスの元サッカー選手【ヨーク・シティFCなどに所属】（* 1977年）[249]

## 没日不明
- 4月 - 木下崇俊、豊後国日出藩木下家第19代当主（* 1934年）[250]